# Istoria Craiovei
Acest articol cuprinde istoria Craiovei, oraș din România.

## Preistorie (6000 î.H.-400 î.H.)
Primele comunități hominide din spațiul european, contemporane cu cele din Grecia (Proto-Seskolo, Dimini) și Anatolia sunt atestate arheologic și pe teritoriul Craiovei. Aceste comunități au profitat de vadul Jiului, de fertilitatea solului luncii Jiului și de protecția deosebită pe care o oferă depresiunea întărită natural, fiind apărată spre vest de dealurile împădurite ale Bucovățului, spre nord de nodul hidrografic al Jiului, Amaradiei, Raznicului și de Balta Craioviței, spre est de Dealul Vulcăneștilor, iar spre sud de zona mlăștinoasă odinioară - Făcăi, Balta-Verde, Podari, Popoveni. Aceste comunități au întemeiat așezări în zona vestică a Craiovei, de-a lungul malului stîng al Jiului (Șimnicul de sus), în zona centrală a Craiovei, la Făcăi, iar pe malul drept al Jiului, la Bucovăț. Pe lângă vetre ale locuințelor, ceramică, unelte și arme, s-a descoperit, la Ișalnița, poate cel mai vast complex funerar din Balcani, lucru care indică o comunitate de mari dimensiuni.

## 400 î.H.-102 d.H.Pelendavageto-dacă
În Craiova de azi se află ruinele străvechii reședințe a tribului geto-dac a Pellilor. Toponimul Pelendava are rădăcina "peled" - care înseamnă umed (legat de așezarea în lunca Jiului) și sufixul "dava" - care înseamnă cetate, așezare, localitate. O altă teorie susține că toponimul Pelendava ar reprezenta o formă coruptă: (A)pelen-dava sau (A)polon-dava, a lui Apollo, formă legată de cultul soarelui. Mircea Eliade în "Istoria Religiilor" sugera prezența cultului lui Apulo la traco-geții hiperboreeni susținînd că zeul Apollo ar fi fost împrumutat de grecii antici din lumea traco-getă. De remarcat și asemănarea lingvistică dintre dorianul Apelon și geticul (A)pelen(dava).
S-au descoperit la Făcăi și în zona centrală, valuri și palisade, locuințe, cuptoare, vetre de cult și ruinele a două cetăți legate între ele prin valuri. Poziția lor, la cota 154,4 m, permitea supravegherea cîmpiei din jur până la distanțe foarte mari. Cetatea principală are dimensiunile: 850 m x 400 m, iar valul de apărare are o lungime de 865 m. În apropierea cetății s-au găsit piese de harnașament din argint și argint aurit, atribuite unui mormînt princiar iar la mică distanță, un tezaur de piese thassiene si ale Macedoniei Prima din secolul al-II-lea î.H. Dimensiunile apreciabile ale cetăților, precum și multitudinea vetrelor și obiectelor descoperite, demonstrează că în zona craioveană populația se înmulțise considerabil, așezarea fiind una tipică democrațiilor militare; funcția cetăților evoluând spre forme statale, fiind un loc de refugiu și apărare dar reprezentau și locuințe permanente ale unor căpetenii și a soldaților. În jurul cetăților gravitau sate care au fuzionat, la un moment dat, datorită creșterii demografice.

## Pelendava romană 102-275 d.H.

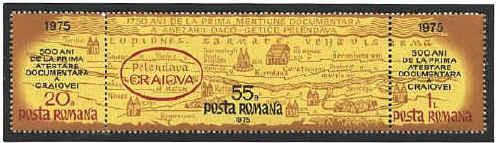
Timbru comemorativ al primei atestări documetare a Pelendavei

În 102 d.C. Pelendava este cucerită de romani care vor construi un castru în zona actualului cartier Mofleni. Castrul se află în vecinătatea mănăstirii Bucovățul Vechi (Coșuna) și a fost construit întâi din valuri de pământ întărit (în timpul împăratului Traian), apoi din piatră și cărămidă (în vremea lui Hadrian). Cărămizile castrului poartă ștampila unității militare Numerus Maurorum. Datorită protecției castrului roman și a garnizoanei militare, Pelendava romană a cunoscut o viață înfloritoare, creșterea demografică făcându-se prin împroprietărirea cu pămînt a veteranilor Legiunii a XIII-a Gemina.
Descoperirile arheologice au relevat că în această perioadă, romanii și geto-dacii trăiau separați unii de alții, la o distanță de 400–500 m. Erau practic, două Pelendave, una geto-dacă și cealaltă romană.
Localitatea a fost atestată documentar, pentru prima oară, pe Tabula Peutingeriana, o hartă a Imperiului Roman din anul 225 d.C. După indicațiile de pe hartă, distanța dintre Drobeta și Ad.Mutriam este XXXVI mii de pași romani, iar dintre Ad Mutriam și Pelendava de XXXV mii de pași. Deci, în total, distanța dintre Drobeta și Pelendava este de 71 000 de pași adică 105,1865 km , distanță care coincide cu distanțele dintre ruinele castrelor.
S-au descoperit multe unelte, arme și chiar o statuie a zeiței Victoria precum și foarte multe monede romane, semn că romanii dispuneau de sume apreciabile de bani proveniți probabil din plata pe care legionarii o primeau odată cu lăsarea la vatră. Au fost găsite monede emise în timpul împăraților: Traian, Antonius Pius, Marcus Aurelius, Gordian al-III-lea și Aurelian. Dimensiunile castrului roman nu sînt pe deplin cunoscute nici astăzi datorită faptului că cea mai mare parte a zidurilor a fost acoperită de aluviunile Jiului. Ce nu au reușit eventualele atacuri barbare, a reușit apa Jiului și nepăsarea oamenilor. La o dată incertă, cel mai probabil în urma unei mari inundații, cînd apele Jiului s-au revărsat, perioadă în care se crede că a apărut și Balta Craioviței, castrul a fost lăsat în paragină. Mai tîrziu, localnicii au folosit cărămizi din castru pentru construirea mănăstirii Coșuna. În ciuda faptului că au existat multe inițiative, nici pînă astăzi, castrul nu a fost, în întregime, recuperat din aluviuni deși înalțimea de 4 m din unele zone, oferă speranța descoperirii a probabil, celui mai bine păstrat castru roman din afara Italiei.

## Pelendava daco-romană 275 d.H.-800 d.H
După anul 275 d.H. cînd Imperiul Roman cedează Dacia Traiană, romanii păstrează sub controlul lor malul stâng al Dunării, implicit și Pelendava.
Constantin cel Mare construiește în Oltenia un al doilea limes (val de pământ) după limesul Transalutanus. Limesul construit de Constantin a fost denumit popular Brazda lui Novac și trece prin extremitatea de nord a Craiovei. 
Paradoxal, deși în această perioadă documentele imperiale susțin retragerea romană, deci existau premisele unei reveniri, cel puțin parțiale, a culturii geto-dace, descoperirile arheologice craiovene demonstrează contrariul; o romanizare extrem de accentuată, aproape completă. Cele două așezări, romană și geto-dacă, fuzionează, dar cultura rezultată este una aproape în totalitate de sorginte latină. Formele de tradiție romană reprezintă peste 90% din ceramică, uneltele, armele și ustensilele de tot felul sînt romane. Pe raza Mofleniului s-a descoperit un furnal roman pentru topirea metalelor datînd de la sfîrșitul secolului al V-lea și începutul secolului al-VI-lea. 
Prezența Imperiului Roman în Oltenia, direct sau indirect, timp de aproape jumătate de secol, a avut o importanță deosebită pentru destinele romanității nord-dunărene. În vetrele locuințelor, din această perioadă, descoperite în zona centrală a Craiovei au fost găsite monede începînd de pe timpul lui Traian și continuînd în timpul lui Septimius Severus, Elagabalus, Severus Alexander, Aurelian, Dioclețian, Constantin I, Constantin II și altele încă nedeterminate. 
Tot în timpul lui Constantin cel Mare pare să înceapă acumularea marelui tezaur de 5 000 de piese (monede) descoperit în zona centrală a Craiovei. Emisiunea pieselor merge, în cazul tezaurului, pînă la Grațian. Aceste descoperiri demonstrează, nu numai continuitatea în timp a localității, dar și rolul important pe care îl juca în regiune. Asemenea acumulări de monedă demonstrează schimburi economice infloritoare și putere financiară.

## Ponsiona, cultura Dridu-românii
În afara denumirii antice Pelendava și a numelui actual (Craiova), localitatea a mai purtat începând cu secolele VII-VIII denumirea latină Ponsiona (pod peste Jiu). Denumirea aflată pe o inscripție găsită pe un fragment de stelă în apropierea castrului Pelendava datată din secolul al VIII-lea, a primit o confirmare de extremă importanță în ultimii ani, într-o hartă alcătuită în preajma bătăliei de la Nicopole (1396), inclusă într-un manuscris ce se păstrează la Biblioteca Națională din Paris. Aceast document, relevat istoriografiei românești prin bunăvoința ministerului francez al cultelor, probează continuitatea așezării Craiovei. Este posibil ca cele două denumiri să fi circulat în paralel, o perioadă, cert este că în preajma anului 1396 încă mai era folosit și Ponsiona. 
În această perioadă, vestigiile arheologice sînt și mai numeroase, ele aparțin complexului cultural Dridu și reprezintă deja pe străromâni și români. Unii arheologi susțin teoria că acestă cultură Dridu ar fi o extensie a culturii bizantine, o formă tranzitorie de la cultura bizantină la cea proto-română. S-au descoperit monede emise în vremea împăraților bizantini Teofil si Vasile II, ateliere de fierărie și olărie, chiar ceramică de import, bijuterii și alte obiecte de lux, semn că societatea atinsese un nivel de viață relativ elevat iar schimburile cu lumea romano-bizantină s-au intensificat și diversificat. Dovezile arheologice relevă existența la Craiova, cu mult înainte de atestările documentare feudale, a unei localității care depășea, cu mult, stadiul rural, de o importanță mare în schimburile economice, dacă judecăm comparativ cu descoperirile de monedă, net inferioare, din alte localități, în această perioadă.

## Craiova. Originea actualei denumiri a orașului (Craiul Iovan, Craiul Ioviță)
Originea numelui actual al orașului este subiectul multor controverse și plutește în legendă; singurul lucru care se poate spune cu certitudine este că numele vine de la slavonescul "kral" (rege, crai).
Ioniță Caloian 1197 - 1207 După unii, numele ar veni de la Craiul Ioniță Caloian, mezinul fraților Petru și Asan, care devine pentru o perioadă, împărat al imperiului vlaho-bulgar, dar care, potrivit cronicii grecești a lui Niketas Choniates, este nevoit să se refugieze, o perioadă, la nord de Dunăre, unde devine "domn peste niște vlahi din neamul lui". Teoria potrivit căreia Craiova devine capitala noii formațiuni pe care a întemeiat-o el este susținută de cercetători ca L. Candea și V. Oghină, dar și de unele legende locale legate de lacul Craiovița și fata craiului înecată. Unii etnografi susțin că dansul popular "Călușul" sau "Caloianul" și-ar avea originile în această perioadă.
Cneazul Ioan 1247. Bogdan Petriceicu-Hașdeu fixează originile numelui orașului în epoca cneazului Ioan care apare pe Diploma cavalerilor Ioaniți , cnezat înghițit apoi de voievodatul lui Litovoi. Există și o altă legendă locală potrivit căreia, în dealul Sfântul Dumitru, un oarecare Iovan a descoperit în timp ce săpa o fântână, un mare tezaur și a devenit rege peste craioveni. S-a păstrat până în zilele noastre, în satele din jurul Craiovei, (pe dealul Bucovățului și Palilula) expresia "norocos ca Iovan".
Sub acest nume, așezarea Craiovei apare mai întâi în inscripția de pe mormântul lui Vladislav I, apoi la 1 iunie 1475, într-un hrisov al domnului Laiotă Basarab.
1279 Litovoi. În timpul conflictului cu ungurii, Litovoi apare ca stăpînitor peste cnezatul lui Ioan, implicit și peste teritoriul de azi al Craiovei. Bărbat (voievod) ( 1279 - 1300 ) și Basarab I ( 1310 - 1352 ) apar în documentele vremii ca moștenitori și stăpînitori de drept ai întregii regiuni.
Cercetări geologice recente făcute în partea de est a lacului Craiovița, cu ocazia executării unor construcții, par să confirme o serie de legende locale despre Nedeia Crăiască care susțin că în jurul lui 1300, cel mai probabil între 1300 - 1350, apele Jiului s-ar fi revărsat provocînd o inundație de proporții care ar fi afectat serios localitatea. Bogdan Petriceicu Hasdeu a pus bazele unei asociații de sprijin și a făcut numeroase demersururi pe lîngă guvernul României privind efectuarea unor cercetări subacvatice pe fundul lacului Craiovița în căutarea legendarei cetăți. Dacă ipotetica Nedeie Crăiască n-a fost descoperită pînă astăzi, marea revărsare a Jiului, din acea perioadă, pare să se confirme.
Două puternice familii: Basarabii și Craioveștii vor domina, pentru câteva secole, destinul orașului.

## 10 octombrie 1394 Bătălia de la Rovine
O parte a istoricilor, în frunte cu Constantin C. Giurescu, Petre Panaitescu, Nicolae Iorga, Bogdan Petriceicu-Hașdeu și Alexandru D. Xenopol consideră că pe teritoriul de azi al Craiovei a fost teatrul bătăliei de la Rovine din timpul lui Mircea cel Bătrân.
Controversa inițială privind localizarea bătăliei de la Rovine, la Craiova sau prin părțile Argeșului, se datorează unei cronici românești de la sfîrșitul secolului al-XVII-lea care încerca minimalizarea înfrîngerii suferite de Mircea cel Bătrân în cea de-a doua bătălie, cea de pe rîul Argeș. În această campanie n-a existat doar o singură bătalie, Rovine a fost doar locul celei mai importante lupte. Au fost două bătălii importante și mai multe lupte de hărțuială.
Cronicile vechi sîrbești (Kraljevo) și raguzane (Sotta la citta di Chraglievo) pomenesc clar localizarea luptei la Craiova. Iar documentele turcești din arhivele de la Topkapî Sarai, studiate de istoricul Constantin C. Giurescu, susțin localizărea bătăliei de la Rovine pe raza Craiovei.
Baiazid a pătruns în Țara Românească prin vest, venind din Banat prin valea Cernei însoțit și de mulți principi sârbi în frunte cu Marko Kraljevic, eroul legendar al sîrbilor, care, potrivit cronicarilor sârbi, era pe jumătate român, după mamă și văr bun cu Mircea cel Bătrân. Unele legende sîrbești ar duce chiar la concluzia că mama sa avea moșie la Craiova unde stătea în fiecare vară iar crăișorul sârbilor și-ar fi luat numele de la denumirea Craiovei. Tot cronicarii sârbi pomenesc de remușcările și lacrimile vărsate de prinț în drum spre Rovine. 
Tradiția populară susține că ar fi fost ucis chiar de către Mircea deoarece își încălcase jurămîntul prin care cei doi se legaseră să nu lupte unul împotriva celuilalt.
Mircea a hărțuit, în permanență, oastea turcilor. Înainte de Rovine s-au dat mai multe lupte de mică amploare. Lupta principală s-a dat în zona mlăștinoasă -Făcai, Balta-Verde, Podari, Popoveni- lîngă ruinele castrului roman Pelendava care au constituit locul întărit (rovine? poate ruine într-o transcriere sau traducere greșită) în care Mircea cel Bătrân pare să-și fi dispus arcașii. Mircea trimisese cîteva detașamente de pedestraști să hărțuiască oastea otomană, pentru a-l atrage pe Baiazid în mlaștini. Baiazid, recunoscut pentru atacurile sale pline de elan și curaj, care nu țineau cont de piedicile puse în cale, a forțat un atac masiv prin zona mlăștinoasă, dar cu cît se apropiau de ruine, soldații săi s-au trezit imobilizați de adincimea crescîndă, de vegetația mlaștinii, de mîl și nămol. Românii cunoșteau culoare înguste pe care se putea merge printre smîrcurile mlaștinii și s-au retras, otomanii au rămas imobilizați în mlaștină. O cronică bulgară descrie începutul luptei: ..și lănci nenumărate s-au frînt iar cerul nu se mai vedea de desimea săgeților. Prima parte a bătăliei a fost un fel de execuție agonizantă a avangardei lui Baiazid care a fost distrusă aproape în întregime de săgețile și sulițele românilor. Deși atacul a început înaintea prînzului, prima parte a luptei s-a încheiat abia spre seară, cînd turcii pierduseră aproape un sfert din oaste, în timp ce românii pierduseră doar cîțiva oameni. Insensibil la dezastrul armatei sale, în timp ce avangarda sa pierea în mlaștini, Baiazid ordonă restului armatei să așeze tabăra și să o inconjoare cu palisade din pămînt și trunchiuri de copaci. După lăsarea întunericului, Baiazid trimite cavaleria spre dealurile de peste apa Jiului cu scopul de a-l ataca din spate pe Mircea. Iscoadele lui Mircea îi aduc vestea, Mircea trimite, la rîndul său, cavaleria care reușește să-i atragă pe turci departe de locul luptei. 
În timpul nopții, românii atacă tabăra otomană, turcii se găsesc înconjurații de o armată mult mai mică și blocați de propriile palisade la fel cum în timpul zilei au fost blocați în mlaștini. Românii trag cu săgeți aprinse, turcii au câteva încercări nereușite de ieșire din mijlocul propriului lagăr și sînt cuprinși de panică. Spre dimineață, Baiazid reușește să facă o breșă și să fugă, lăsînd pe cîmpul de luptă cea mai mare parte a oștirii. Cavaleria lui Mircea, cunoscînd bine locurile, apare prima la locul luptei și atacă resturile armatei lui Baiazid, aflate în dezordine. Baiazid scapă cu greu, trecînd Dunărea pe la Turnu Măgurele, datorită cavaleriei turcești care reușește, în mod miraculos, să străbată, în goana cailor, o regiune necunoscută, urmînd apa Jiului, apoi pe cea a Dunării și să găsească resturile armatei lui Baiazid prise în clește între cavaleria lui Mircea și Dunăre. Cavaleria turcă reușește să asigure trecerea Dunării de către Baiazid care plecase cu o armată de peste 40 000 de soldați și s-a întors cu mai puțin de 5 000. 
Cu doar 10 000 de oameni și pierderi relativ mici, Mircea cel Bătrân reușise o victorie răsunătoare impotriva lui Baiazid pe care, însă, n-a putut să o frunctifice.
Profitînd de absența lui Mircea, Vlad (Uzurpatorul) Basarab îi ia tronul cu ajutorul unor boieri trădători și susținut de domnul Moldovei. Baiazid, deși fugise, trecînd deja Dunărea , reușește rapid să-și regrupeze soldații rămași și să strîngă alte câteva corpuri de oaste turcești și bulgărești. Se repede în ajutorul lui Vlad Uzurpatorul, confirmând astfel porecla de "fulgerul". Mircea care, se pare, dăduse drumul multor soldați, la casele lor, se trezește amenințat, din nord, de către Vlad uzurpatorul iar din sud, de Baiazid. Încearcă să oprească înaintarea turcilor pe Argeș, lîngă Pitești dar ariergarda lui este învinsă. Cu soldații rămași a reușit să fugă în Transilvania. Va reveni însă, curînd, în țară, îndepărtîndu-l pe Vlad uzurpatorul și continuînd politica antiotomană. 
Baiazid a dovedit, încă o dată, viteză de reacție și elanul său nebunesc dar și o incapacitate tactică care, în final, l-a dus la pieire, în fața mongolilor lui Timur Lenk.

## Ridicarea boierilor Craiovești
Familia Craioveștilor este una din cele mai vechi și renumite familii boierești din Țara Românească. Domeniul central al familiei se afla pe pământurile din jurul Craiovei. Istoricii Petre Panaitescu și Nicolae Iorga, subliniază continuitatea localității, încă din perioada Pelendavei dacice și importanța acestei familii, o adevărată dinastie boierească care și-a atribuit numele localității Craiova. Puterea economică a familiei Craioveștilor la hotarul secolului al XV-lea ajunsese să cuprindă peste 100 sate (182 bunuri funciare). Această forță i-a creat familiei un statut de autonomie politică atât de larg, încât domnii, aflați în scaun, nu se puteau menține fără alianța cu familia Craioveștilor. În cronicile vremii sînt descriși ca :bărbați vîrtoși cu pumnii grei și glas puternic, deprinși să poruncească.

## 1450-1580 Marea Bănie de Craiova
Mircea cel Bătrân a instaurat Bănia Severinului, ca marcă de graniță, după model unguresc, iar sediul băniei era la Turnu Severin. În 1406, Mircea încheia un tratat de alianță cu Sigismund al Ungariei chiar la Severin. Datorită deselor atacuri turcești, s-a hotărît mutarea băniei la Strehaia. Dar boierii Craiovești au reușit într-un timp foarte scurt, să mute bănia la Craiova și să-i modifice scopul inițial. Astfel, Țara Românească a fost împărțită în două, iar băniei craiovene îi revenea sarcina administrării întregii Oltenii și în dese cazuri de-a lungul timpului, conducerea armatei Țării Românești. 
Marea Bănie de Craiova a devenit într-un timp relativ scurt, cea de-a doua instituție politică a țării ca importanță, după domnie. Odată cu ridicarea lui Mircea cel Bătrân ca domn, Marele Ban preia pentru teritoriul Olteniei atribuțiile domniei, dispunând și de o cancelarie în cadrul căreia se redactează acte după forma celor domnești, banii Olteniei băteau monede cu propria lor efigie, banul fiind și singurul dregător care avea dreptul să pronunțe pedepse capitale. 
Marele Ban al Olteniei avea și rolul de judecător pentru Oltenia și în lipsa domnitorului, pentru întreaga Țară Românească. Avea dreptul să împartă teritoriul Olteniei în unități administrative conduse de bani mici sau bănișori, subordonați Marelui Ban. Existau astfel de bani mici la Severin, Strehaia, Tismana, Râmnic și Caracal. 
Astfel, titlul de Mare Ban al Olteniei însemna cea mai înaltă dregătorie, Banul Craiovei fiind în perioada medievală, al doilea om în stat, după domnitorul Țării Românești.

## 1509-1512 Conflictul dintre boieriiCraioveștiși Mihnea cel Rău
În urma conflictelor dintre puternica familie a boierilor Craiovești și domnitorul Mihnea cel Rău s-a ajuns la împărțirea moșiilor lor din împrejurimile târgului Craiovei fapt care a dus la mărirea orașului. Boierii Craiovești ripostează și reușesc să-l alunge de pe tron, după cîteva luni, pe Mihnea cel Rău , care se refugiază la Sibiu în 1510. Fiul său cel mare, Mircea al-III-lea, a participat la bătălia de la Codmeana, dar rezultatul defavorabil l-a făcut să se alăture pribegilor de la Sibiu. Învingători, Craioveștii l-au urcat pe tron pe Vlad al V-lea cel Tânăr apoi l-au condamnat la moarte pe Mihnea cel Rău și au trimis ucigași plătiți să-l omoare și în exil. Mihnea cel Rău a fost ucis chiar pe treptele bisericii evanghelice din Sibiu, fiind împușcat din turla bisericii. Rămas fără sprijinul tatălui, Mircea a fost luat sub protecția sa de către unchiul Matei Corvin. Cu ajutorul influentei sale rude, a reușit, doi ani mai târziu, să strângă o armată puternică, revenind cu pretenții asupra domniei. A fost, însă, înfrânt și ucis de către Neagoe Basarab, alt membru al familiei Craioveștilor, în lupta din vara anului 1512. Neagoe Basarab (1512 - 1521), se așază pe tron devenind astfel, primul domnitor din familia Craioveștilor. Acesta susținea că este fiu al lui Basarab cel Tânăr, dar în realitate, era fiul natural al lui Pîrvu Craiovescu. Aveau să urmeze la domnie și alți membri ai familiei: Radu Șerban (1602 - 1611) impus pe tron de Frații Buzești , apoi Matei Basarab (1632 - 1654), Constantin Șerban (1654 - 1658), Șerban Cantacuzino (1678 - 1688) și Constantin Brâncoveanu (1688 - 1714). Aceste conflicte au avut efecte benefice pentru Craiova. Craioveștii nu și-au recuperat decât în parte, moșiile din jurul Craiovei, iar orașul și-a mărit suprafața. Impunerea unor craiovești pe tronul țării a sporit bogăția, influența și puterea lor, fapt care a avut urmări pozitive pentru economia orașului.

## Criza Băniei, Manea Săbierul
Marea Bănie cunoaște un moment de criză datorat îndeosebi tentativelor turcilor de a instaura o dominație efectivă în Țara Românească. Bănia Olteniei avea un larg statut de independență administrativă, judecătorească și militară, fără altă legătură cu domnia țării decât plata unui tribut către domnitorul Țării Românești care il trimitea, la rîndul său, turcilor. Nu era însă, admisă prezența turcilor în regiune lucru care a generat insistențele turcilor pe lîngă dominitorii: Mihnea Turcitul, Ștefan Surdul și Alexandru cel Rău de a diminua puterea banilor. 
În oraș, erau multe ateliere de meșteșugari care erau adunați în bresle. Cronica silezianului Baltazar Walther cel Tînar descrie orașul: mare, împoporat (populat) și plin de tot belșugul dar fără ziduri de apărare, se pomenește despre interdincția străinilor de a locui în oraș, în special turcii și brașovenii. Sîmburele comercial al Craiovei îl constituia Piața veche din care porneau, în formă de raze, străzile negustorilor și ale meseriașilor de tot felul. Urmau apoi mahalalele, fiecare cu biserica ei. Locuințele și gospodăriile negustorilor și meseriașilor cu stare erau în partea de sus a tîrgului. Pătura nobiliară ( banii, marii boieri ) avea sectorul ei separat, pe un spațiu în formă de potcoavă, unde se aflau casele boierești în mijlocul cărora tronau casele Băniei. 
Tîrgul Craiovei s-a dezvoltat încă din perioada cuceririi romane în zona Bucovățului. Spre piața comercială a tîrgului duceau numeroase drumuri comerciale cele mai importante fiind drumul ocnei (spre Ocnele Mari) , drumul Slatinii , drumul sării (spre Calafat), drumul Bucureștilor, drumul Dunării (spre Bechet), drumul Tismanei. În perimetrul orașului (care era mai întins decît în prezent) intrau și satele din jur. În jurul Craiovei exista o mare concentrare de sate, din care 53 își păstrează și azi toponimia. Unele au devenit, în timp, cartiere ale Craiovei, altele ( Ișalnița, Malu Mare, Breasta ș.a.) sînt considerate azi localități distincte, deși linia de demarcație între localități este greu de sesizat. Hotarul și totodată zidurile de apărare îl constituiau dealurile Craiovei (Bucovățului și Vulcăneștilor). Aici se adunau oștile Craiovei, iar primii care trebuiau sa pună mîna pe arme erau țăranii din jurul Craiovei care erau considerați craioveni. Situația este perfect ilustrată de Vlad Înecatul care îl informa pe Hamza, noul ban al Craiovei, asupra hotarelor: Craiova toată, cu tot hotarul ei (dealurile), toate satele și seliștele și morile și cu bălțile și cu viile. 
Într-un document din 1587 era pomenit Manea săbierul, vestit făuritor de săbii peste hotarul țării și prinții sîrbi și croați au săbiile făurite de el, ca și domnul țării.

## 1590,banulCraiovei
În timpul lui Mihai Viteazul, Craiova a cunoscut o puternică înflorire, izvoare contemporane prezentând orașul ca un important centru politic și militar. Craiova a fost în evul mediu și un centru cu un important rol militar și strategic, fiind un loc de grupare sau regrupare a forțelor militare și centru de declanșare a acțiunilor antiotomane. Exista la Craiova un corp de oaste pus la dispoziția Marelui Ban, compus din forța militară a țăranilor de pe domeniile boierimii, din aparatul de dregători ai Băniei, din țăranii liberi și din mercenari.
Lui Mihai Viteazul i-au stat alături în primul rând ostașii de frunte ai Craiovei și corpurile lor de oaste: Frații Buzești -Stroe, Radu și Preda, Frații Golești, Baba Novac, Gruia Novac, Radu Florescu, Banul Mihalcea, Banul Mărăcine, Banul Manta și Banul Udrea, Radu Calomfirescu, Craioveștii: Matei Basarab și Radu Șerban. Oastea Craiovei a constituit nucleul dur al armatelor lui Mihai Viteazul. 
Bisericile și mănăstirile fortificate din zona de hotar ca Bucovăț, Jitianu, constituiau punctele strategice ale sistemului de apărare.
Citarea frecventă a oștilor Craiovei în cadrul diverselor acțiuni militare este și o dovadă a puterii financiare a orașului. Izvoarele atestă că din Craiova s-au îndreptat spre Dunăre să alunge turcii, oștile conduse de banii Manta și Mihalcea în decembrie 1594. La Călugăreni oștile Craiovei i-au stat alături. 
În 1596, Mihai ia din Craiova 4000 de oșteni și apără vitejește Timișoara, cu acest prilej a luptat și la Kladovo de unde iese biruitor și se întoarce cu Baba Novac pe care îl face craiovean de frunte cu moșie, soață și oșteni aleși. Pregătind unirea, Mihai îi cheamă pe frații Buzești și pe Udrea banul să taie cu toate oștile Craiovei... În 1599 , Mihai Viteazul a trimis contra năvălitorilor turci din Oltenia, toate oștile Craiovei (15 000) care îi zdrobesc pe turci și îi aruncă în Dunăre, luându-le și steagurile.

## 1601Frații Buzești
La sfârșitul secolului al-XVI-lea, se ridicase, în special în Oltenia, o clasă boierească foarte puternică și bogată. Această clasă ridicată din rândul micii boierimi și a ostașilor era interesată în apărarea privilegiilor lor, fapt care apropie mult politica boierimii de cea a domnitorului. Datorită polului administrativ al Băniei, toți marii boieri din Oltenia sunt obligați să-și facă case și palate boierești în Craiova pentru a-și apăra mai bine interesele pe lângă bănia Craiovei. Aceștia încep să-și construiască o mulțime de case risipite, după voia lor, prin oraș stricând sistematizarea orașului. Erau bogați, tineri și viteji, doritori de faimă și puteau să ridice oști pe cheltuiala lor. Cei mai de seamă reprezentanți ai acestei noi pături nobiliare craiovene, care eclipsa până și puterea boierilor Craiovești, au fost: Frații Buzești, Frații Golești, Banul Mihalcea, Radu Calomfirescu, Manta paharnicul, mai târziu ban, Banul Udrea și alții. În fruntea acestei partide se aflau Frații Buzești. 
Aceștia l-au obligat pe Mihai să lege țăranii de glie. Acest lucru avea să ducă, cu timpul, la scăderea drastică a populației Craiovei și la înrăutățirea condițiilor de viață ale țăranilor pe care îi dețineau. După intrarea triumfală a lui Mihai Viteazul în Alba Iulia, încep disensiunile între Buzești și Mihai. Buzeștii și apropiații lor doreau să elimine complet nobilimea maghiară din Transilvania iar ei să dețină toate posesiunile acestora. Mihai s-a temut de mișcări sociale puternice în Transilvania, unde țăranii români abia așteptau să se răzbune pe nobilii maghiari. De fapt, țăranii începuseră deja să dea foc în mai multe sate. Mihai alege o cale diplomatică și lasă, pentru moment, starea de lucruri existentă. Același lucru se repeta în Moldova. Gruparea Buzeștilor considera că Mihai nu poate păstra cele trei principate decât dacă înlocuiește complet pătura nobiliară din Transilvania și Moldova pentru omogenizarea conducerii și eliminarea uneltirilor. Mihai refuză; înainte de Mirăslău izbucnesc neînțelegerile fățișe. Trădat de apropiații săi și înșelat de Basta, Mihai pierde Transilvania și Moldova. La Teleajean, Mihai este trădat, din nou, de gruparea Buzeștilor și polonii lui Jan Zamoyski și moldovenii pun domn în Țara Românească pe Simion Movilă, fratele lui Ieremia. În fruntea celor care îl pun domn pe Simion Movilă se aflau Frații Buzești. Doar Banul Udrea și haiducul Baba Novac îi rămăseseră fideli lui Mihai Viteazul. 
Simion Movilă, care avea cu el oaste polonă, se dovedește neascultător față de Buzești și gruparea lor și vrea să conducă după voia lui. Atunci Buzeștii îl alungă și pun domn un craiovean de-al lor, pe Radu Șerban. Simion Movilă fuge, dar se întoarce cu ajutorul hanului tătarilor și cu o puternică oaste de poloni și moldoveni. Oștile Craiovei se adună în jurul lui Radu Șerban care îl avea lîngă el chiar și pe fiul lui Mihai Viteazul, Nicolae, pe care și-l făcuse ginere. Erau toți, vechii oșteni ai lui Mihai. Armatele Craiovei zdrobesc oastea polono-tătaro-molodoveană lîngă Vălenii de Munte. Într-o luptă în fața taberei, Stroe Buzescu îl ucide pe nepotul hanului dar este, la rîndul lui, rănit și moare cîteva săptămîni mai tîrziu. Boierii craioveni și oștile Craiovei pun stăpînire pe țară. În această perioadă are loc o puternică depopulare a Craiovei, mulți craioveni din pătura mijlocie primesc dregătorii sau intră în posesia unor afaceri în București sau în alte zone ale țării. Iar mulți țărani fug de frica legării de glie susținută de Frații Buzești care și-au transmis de la unul la altul titlul de mare Ban al Olteniei. 
Astfel, dacă trimișii regelui Rudolf descriu Craiova ca pe cel mai populat și mai bine apărat oraș din cele trei țări române, la începutul domniei lui Radu Șerban, populația va scădea mult spre mijlocul secolului, ajungîndu-se în 1650 la 5-6000 de locuitori. 
Din eroi, Frații Buzești și partida lor, au devenit asupritori ai păturilor sărace din Craiova ducînd la fuga multor locuitori ai Craiovei. În plan cultural, Buzeștii și cărturarii legați de ei au avut un rol de importanță majoră în răspîndirea și modelarea limbii române ca instrument cultural. Cea mai importantă dovadă fiind cronica lui Mihai numită și a Buzeștilor. Craioveștii și Buzeștii au ridicat numeroase construcții pe care le-au înzestrat cu tipărituri și manuscrise.

## 1620 Încercari de limitare a puterii Banilor Olteniei
În secolul al-XVII-lea boierimea craioveană încearcă să-și instituie propriul său regim politic nobiliar și să domine autoritatea domnitorilor. În acest cadru, dispunînd de Marea Bănie de Craiova , boierii craioveni dețin o putere discreționară care depășea granițele Olteniei. Amplificarea autorității Marelui Ban al Olteniei este rezultatul perioadelor de criză repetată a puterii voievodale și a dezvoltării puterii autogene a stăpînilor de domenii.
După 1620, apar frecvent în izvoarele documentare "ispravnicii de scaun ai Craiovei" prin intermediul cărora domnia căuta să îngrădească statutul economic, juridic, militar și administrativ al banului. Utilitatea ispravnicilor devine tot mai evidentă în momentele cînd marii bani, nesocotind prerogativele domniei, manifestatu tendințe opoziționiste. Fenomenul este relevat de cronicarul Radu Popescu și Paul de Alep, aflat în vizită la Craiova în acea perioadă. 
Tot în 1620, Mihail Moxa, care-și făcuse ucenicia la mănăstirea Bucovăț, scrie, la îndemnul mitropolitului Teofil, un hronograf, prima istorie universală în cultura românească.

## 1655-1656 Țăranii răsculați ocupă Cetatea Băniei. Luptele cu banul Chirică Rudeanu
Banul Chirică Rudeanu a rămas în amintirea Craiovei prin închisoarea marelui ban care se bucura de o "faimă" deosebită, devenind neîncăpătoare pentru rumânii, robii și meșteșugarii provinciei. 
Viața țăranilor din jurul Craiovei și a păturilor de săraci și meșteșugari ai Craiovei devenise din ce în ce mai greu de suportat. Are loc o puternică răscoală a țăranilor, răsculații atacînd conacele boierești și distrugînd actele de proprietate. În mai multe documente redactate în numele domnului Constantin Șerban se subliniază că țăranii s-au ridicat împotriva boierilor și banului de i-au tăiat și le-au ars casele. Răsculații au bătut corpul de oaste al banului Chirică Rudeanu și au ocupat Bănia și mănăstirea fortificată Jitianu. Forța de rezistență a răsculaților a fost mare, ei ocupînd Bănia aproape un an, dar au fost înfrînți de voievodul Constantin Șerban și boieri care au trimis asupra lor o oaste numeroasă de mercenari, înzestrată cu tunuri.

## 1699 Refacerea Casei Băniei
Casa Băniei este refăcută de Constantin Brâncoveanu în 1699, are două nivele, camere cu bolți de cărămidă la parter, iar la etaj, camere și cerdace. Aici se aduna divanul Craiovei, astăzi este muzeu. 
Constantin Brâncoveanu construiește și repară multe clădiri laice și bisericești, instalează și un orologiu public într-un turn, este un adevărat Meccena pentru viața culturală și artistică, apar primele trupe de teatru cu stagiune permanentă, se instalează și repară prin munca meșteșugarilor, poduri de bîrne pe străzile orașului ca trotuare. Breslele zidarilor, dogarilor, tîmplarilor, fierarilor, croitorilor, cojocarilor, rotarilor, brutarilor, 
lumînărarilor și săpunarilor aveau statute prin care se stabileau normele de fabricație, livrare și comercializare ale produselor. 
Constantin Brâncoveanu se va dovedi nu doar un mare ctitor al culturii și fervent apărător al credinței ortodoxe ci și un rapace strângător de averi imense.

## 1707 Moșia luiConstantin Brâncoveanu
Astfel, Constantin Brâncoveanu acaparează o mare parte a satelor doljene. La 10 martie 1707, domnul dăruia mahalale și moșii (Craiovița) mănăstirii Hurez menționînd că, numai morile existente în Craiovița produceau un venit de 3000 de obroace pe an. O parte a cerealelor provenea din ogorul public al orașului, locuitorii Craiovei avînd obligația de a presta clacă ca orice țăran. În afara grîului, se cultiva: porumb, orz, mei, legume și zarzavaturi dar o dezvoltare deosebită o avea viticultura. Vița de vie, de bună calitate, era cultivată în perimetrul și la hotarele Craiovei. Proprietarii viilor nu puteau vinde recolta în tîrgul Craiovei decît după ce se strîngea dijmăritul pe vii impus de Brâncoveanu. 
Negustorii, boierii, toate categoriile de meșteșugari și funcționari erau obligați, la rîndul lor, să participe cu bani și mînă de lucru la amenajarea străzilor, extinderea rețelei de apă și canalizare. 
În timpul lui Brâncoveanu, regimul de obligații economice și fiscale a producătorilor urbani și rurali s-a agravat. Tot el a concentrat un corp de oaste la Craiova pentru liniștirea locuitorilor din șesul Dunării și Bănie.

## 1717Proteste împotriva primului domnitor fanariot
Boierimea craioveană întâmpină cu ostilitate venirea primului domn fanariot al Țării Românești, Nicolae Mavrocordat în 1716. Exploatarea fiscală crescută sub fanarioți, priva boierimea craioveană de libertatea mișcării în administrația și economia țării. Reacția violentă a lui Nicolae Mavrocordat ascute conflictul între boieri și domn, iar boierii craioveni se manifestă deschis. Situația devenise explozivă, în pragul conflictului armat.

## 1718Pacea de la Passarowitz,Craiovasub dominația habsburgică
Pacea de la Passarowitz din 21 iulie 1718 s-a încheiat între Imperiul Otoman pe de o parte și Imperiul Habsburgic și Republica Venețiană pe de altă parte. Tratatul a fost semnat la Požarevac, Serbia (cunoscut atunci sub denumirea germană Passarowitz). 
Tratatul reflecta situația militară existentă în urma luptelor dintre turci și austrieci, cu excepția Olteniei. Cum s-a ajuns la această situație bizară, ca tucii să cedeze un teritoriu care nu făcea parte din Imperiul Otoman, nu era al lor și nu-l pierduseră prin luptă?
Răspunsul constituie cea mai rușinoasă pagină din istoria Craiovei. Boierii craioveni făceau de câtva timp afaceri importante cu austriecii, în ciuda monopolului comercial turcesc, care nu prea funcționa în Oltenia. Afacerile prosperau, deoarece austriecii și transilvănenii plăteau mai bine. Astfel, turme mari de bovine, ovine, porcine, cantități importante de cereale, sare și felurite produse agricole luau drumul Imperiului Habsburgic, în special spre Transilvania. Nemulțumiți de imixtiunea lui Nicolae Mavrocordat în afacerile lor, boierii craioveni și-au folosit toate legăturile pe care le aveau la Istanbul pentru a determina alipirea Olteniei la Imperiul Habsburgic. 
Această pagină rușinoasă a afectat indirect bucovinenii, care au plătit ulterior, în 1775, nevinovați și fără să știe motivul, acest precedent datorat trădarii și dorinței de îmbogățire a boierilor craioveni, care în 1718 salutau, entuziaști, venirea austriecilor. Numai că venirea austriecilor n-a adus nimic bun și a înrăutățit considerabil situația poporului prin creșterea impozitelor. Banul și boierii craioveni și-au văzut amenințate privilegiile de către austrieci. 
Autoritățile austriece au reorganizat justiția prin trecerea proceselor penale sub controlul lor, în timp ce banul putea judeca doar hoții și infractorii. 
Nemulțumirea populației era provocată de caracterul militar al exploatării, precum și de colectarea veniturilor provinciilor în vistieria Curții Imperiale. Oamenii vedeau în orice uniformă militară străină un inamic și o țintă, iar majorarea dărilor a dus la refuzul de a achita contribuția fiscală și de a presta clacă. 
Situația fu agravată și pe fondul transformării teritoriilor românești în teatru de război între Imperiul Austriac, Rusia și Imperiul Otoman. Astfel, din cauza tentativei habsburgilor de a instaura în Oltenia o administrație proprie, susținută militar, și transformarea ei într-o provincie imperială, alipire administrativ-teritorială pe care nici turcii nu o putură realiza timp de secole, se dezvoltă o puternică mișcare de revoltă, care a cuprins toate segmentele societății, de la țărani și micii meseriași până la comercianți, mica și marea boierime. 
Austriecii au încercat și convertirea la catolicism a populației. Au construit o catedrală catolică la Craiova. Edificiul a fost însă distrus de craioveni imediat după ce construcția fusese terminată.

## 1726 Destituirea banului Gheorghe Cantacuzino,Vremea haiducilor
Amploarea haiduciei din Oltenia a atins cote nemaintâlnite în Europa, cunoscînd o adevărată explozie, devenind o modă. Tradiția populară spune că tinerii olteni care nu luau calea haiduciei, cu greu își găseau o fată, nefiind considerați bărbați dacă nu ucideau un soldat imperial. 
Din aceasta perioada provine expresia de "neamt cu coada", personaj ce apare pana in prezent in povestiri semi-fantastice perpetuate oral in mediul rural oltenesc. Desi sensul expresiei este neclar povestitorilor, e cert ca termenul desemneaza soldatul austriac, a cărui uniforma prevedea portul unei cozi lungi, impletite, lasata pe spate de sub tricorn. 
In urma furtului taxelor strînse de imperiali în care au fost implicate cetele de haiduci ale lui Pavel Lotru, Radu Ursan și Neagu Papură, administrația austriacă l-a destituit pe Gheorghe Cantacuzino, banul Craiovei. Când banul este destituit, boierii din Craiova încep acțiunile de împotrivire față de administrația habsburgică. Sînt obsturcționate toate încercările austriecilor de a strînge taxe sau de a impune administrața lor. Ofițerii austrieci trimit numeroase sesizări împăratului prin care se plîngeau că sînt depășiți de evenimente, că 
populația atacă, fără veste, soldații, îi dezarmează, îi batjocorește și (românii) sînt foarte obraznici. Cetele de haiduci au jufuit și moșiile boierilor din jurul Craiovei și au împiedicat expediția întreprinsă de trupele otomane spre Craiova apoi spre Cozia. Haiducii se dovedeau mai puternici decît trupele austriece.

## 1733 Masacrarea garnizoanei austriece
1773, Ajunul crăciunului, la hanul Puțureanu de lîngă fîntîna Purcarului, un oarecare Lorincz, soldat în armata imperială, amețit de aburii alcoolului, agresează verbal mai multe femei, se pare că una dintre ele ar fi avut legături cu haiducii sau cu anturajul banului. Totul degenerează într-o bătaie între soldații care îl însoțeau și românii de la mesele din jur. Soldații au reușit să sară de la o fereastră, proferînd jigniri la adresa românilor și incidentele păreau aplanate, mai ales că soldatul respectiv fusese pedepsit și trimis la carcera garnizoanei austriece. Cîteva ore mai tîrziu, însă, probabil instigată de oamenii banului și de haiduci, populația Craiovei se adună înarmată în jurul garnizoanei imperialilor cerînd să le fie predat Lorincz, pentru a fi judecat de ei. Comandantul garnizoanei refuză, izbucnesc focuri de armă de ambele părți și austriecii se refugiază, din fața mulțimii, în clădirea garnizoanei. După două-trei ore de ostilități, clădirea garnizoanei este incendiată, majoritatea celor 375 de soldați pierind în flăcări și datorită surpării acoperișului, cei care au reușit să scape din clădire și din calea gloanțelor au fost prinși și linșați de populație.
După acest incindent, cel mai grav, dar care făcea parte dintr-un lung șir de experiențe nefaste, austriecii au realizat că trupele lor nu reușesc să se impună într-o regiune străină, plină de haiduci care îi atacau când nu erau pregătiți, la locuri de popas, hanuri, crâșme, locuri strâmte. 
În ianuarie 1734 , austriecii au hotărât să retragă cea mai mare parte a trupelor și să angajeze mercenari din rândul populației din zonă, pentru prinderea haiducilor. A fost actul de naștere al pandurilor olteni. Numai că în Oltenia totul a luat o întorsătură neașteptată, mulți haiduci au găsit bună ideea ca în loc să jefuiască boierii sau imperialii, să ia banii ca simbrie, fără să facă nimic. Timp de aproape doi ani, austriecii au plătit simbrie unor haiduci ca să prindă alți haiduci, nici un haiduc nu a fost prins. În fruntea acestor panduri era un personaj controversat, Neagu Papură, nimeni altul decît unul dintre principalii autori ai furtului de la Drăgășani care îi costase atît de scump pe austrieci.

## 1735 Orașul în mîinilehaiducilor
Nemulțumiți de ineficiența pandurilor, austrecii au refuzat, în vara lui 1735, să-i mai plătească pe panduri. În luna octombrie 1735, sătui să mai aștepte simbriile care nu mai veneau, pandurii se hotărăsc să-și facă singuri dreptate și împreună cu mai multe cete de haiduci intră în Craiova, jefuiesc și torturează cei cîțiva membri ai administrației austriece rămași, apoi jefuiesc și incendiază mai multe case boierești. Unii boieri aveau oameni înarmați care îi pazeau, alții doar servitori. Se auzeau împușcături în mai multe zone ale orașului. Nimeni nu are curajul să preia funcția de ban al Craiovei de teama haiducilor. Se instalează haosul, profitînd de prezența haiducilor, mulți hoți se dau drept haiduci și pradă magazinele și prăvăliile de tot felul din centru, tarabele negustorilor sînt răsturnate, mulți boieri fug din oraș. A fost picătura finală pentru austrieci, care au decis să părăsească Oltenia cu ani buni înainte ca aceasta să fie retrocedată pe baza tratatelor internaționale. S-a creat un vid imens de putere în Craiova și în toată Oltenia.

## 1735-1770 Țara lui Papură Vodă
În 1735 în Craiova mai existau doar 836 de familii, numărând în jur de 4 000 locuitori. Țara Românească nu putea revendica Oltenia pentru că aparținea Imperiului Habsburgic, iar după 1739, domnitorii fanarioți n-au avut puterea necesară să se impună fără aprobarea oltenilor. Turcii erau încolțiți de ruși și austrieci, s-au mulțumit să întărească paza cetăților de la Dunăre de teama atacurilor și jafurilor haiducilor. După un puseu de violențe care a durat cîteva luni, societatea caioveană și-a găsit un echilibru. Boierii au reușit să-l convingă pe același Neagu Papură să conducă o miliție a pămîntului pentru a potoli atacurile haiducilor și hoților. De la acest Neagu Papură a rămas expresia "Țara lui Papură Vodă" care a depășit de mult aria Craiovei sau Olteniei, intrînd în folclorul național cu sensul peiorativ, de țară fără stăpîn, unde legile nu mai există. Neagu Papură este un personaj controversat, inițial a fost haiduc, apoi i s-a pierdut urma, nu se știe cum de tocmai el s-a oferit să fie pandur în slujba austriecilor și care au fost relațiile sale cu haiducii din noua sa funcție, dacă nu a vrut sau nu a putut să-i prindă, dacă a fost implicat în masacrarea garnizoanei austriece și dacă a jefuit și atelierele meșteșugarilor din centru. Mulți au susținut că, în acele zile, ar fi jefuit și multe ateliere și prăvălii. După cîteva luni, a fost înlocuit de boieri și a luat iar drumul codrului. Poate paradoxal, fără sistem legislativ dar și fără tributuri și taxe plătite turcilor, austriecilor sau fanarioților de la București, viața majorității populației s-a îmbunătățit, astfel se explică și perioada destul de lungă (35 de ani) de relativă independență. Boierii au asuprit mai puțin țăranii de frică că și-ar putea face singuri dreptate. Comercianții și boierii și-au continuat afacerile la adăpostul cetelor înarmate de slujitori. Bănia Craiovei n-a reușit să instituie un sistem legislativ așa că procesele și judecățile au dispărut, diferedele se rezolvau "la mica înțelegere" sau prin forță, cîteodată se invocau legi ale pămîntului și obiceiuri.
Orașul s-a dezvoltat, au apărut multe clădiri, biserici și ateliere. În această perioadă (1750 - 1756) a fost ridicată și Biserica Madona Dudu, (catedrala Maicii Domnului), care este un adevărat loc de pelerinaj. Biserica a fost numită astfel după icoana făcătoare de minuni a Maicii Domnului care -spune legenda - ar fi fost găsită într-un dud aflat pe locul unde a fost construit ulterior altarul.
Domnitorii Țării Românești au trimis, de cîteva ori, caimacani, pentru a aduce sub ascultare regiunea dar aceștia erau imediat alungați sau uciși. Banii Olteniei au reprezentat, în această perioadă, doar șefii miliției locale menită sa apere proprietățile boierilor de haiduci. Cei mai importanți bani din această perioadă au fost: Mihail Cantacuzino , Ștefan Pîrșcoveanu și Nicolae Dudescu.
Cea mai luminoasă figură a acestei perioade este Constantin Obedeanu, un om blînd, împăciuitor cu toată lumea, iubitor de carte și artă, partizan declarat al realipirii de trupul Țării Românești , a ajutat pe cît a putut pe țărani în disputele cu boierii dar, boier fiind, a fost un apropiat și al banilor și marilor boieri. A reușit să strîngă fonduri chiar și de la domnitorii fanarioți cărora a știut să le întrețină iluzia revenirii în regiune. În 1747 a construit mănăstirea care îi poartă numele (Obedeanu). Anul 1754, tot Constantin Obedeanu a înființat primul spital modern al Craiovei , pînă atunci existînd doar bolnițe la unele mănăstiri. Iar în 1759 a instituit învățământul organizat, pînă la el educația se făcea în casele boierilor sau de către preoți. Școala Obedeanu este prima școală în adevăratul sens al cuvântului. În primăvara anului 1826 școala Obedeanu este transformată în Școala Națională de Limba Română, azi denumită Colegiul Național Carol I din Craiova. Ca vechime, este a doua școală românească de grad mediu, după liceul "Sfântu Sava" din București (1818). Aici a predat Stanciu Căpățîneanu, profesor despre care s-a spus că a reușit să insufle patriotismul, încă de pe băncile școlii, unei întregi generații de revoluționari pașoptiști și unioniști.

## 1761 Mutarea Băniei la București
Craiova devenise între 1735-1770 capitala unei regiuni cufundată în anarhie fără o apartenență statală reală, în care haiducii făceau legea. În această perioadă s-au produs în Craiova importante schimbări și în domeniul instituțional. Bănia craioveană nu mai constituia instituția care în perioada anterioară, concura pe plan politic domnia țării. În 1761 reședința permanentă a banilor este mutată, simbolic, de domn, la București. Bănia, ca instituție, murise, își pieduse menirea medievală. Această instituție reprezentativă pentru istoria noastră medievală a 
mai dăinuit, în mod simbolic, fără un rol precis, pînă în 1831 cînd a fost desființată fără ca cineva s-o regrete.

## 1770Craiova, capitalaȚării Românești
Revenirea la normalitate se petrece în 1770-1771, când Craiova devine capitala Țării Românești. Bucureștiul era disputat între oștile rusești și cele turcesti iar capitala Țării Românești este mutată la Craiova, domnul Emanuel Giani-Ruset urmărind din Oltenia desfășurarea ostilităților. 
Ce nu reușiseră domnitori puternici și imperii, a reușit un fanariot închinat turcilor. Acesta era numit caimacan al Olteniei dar nu îndrăznise să se prezinte în Craiova. Spre uimirea craiovenilor, aceștia se trezesc cu Russet venind cu familia și câțiva slujitori spunînd că trebuie apărată Oltenia de război. Și craiovenii l-au crezut. Apărând Oltenia pe timpul războiului ruso-turc din 1770, este numit de turci domnitor al Țarii Românești. Rămâne în Oltenia, dând mai multe acte din Craiova. În realitate, a fost numit domnitor al Țării Românești, dar a condus doar Oltenia. Acutizarea războielor ruso-turce pe teritoriul Munteniei și Olteniei i-a unit la greu.

## 1781Vodă Carageași revolta craiovenilor
În 1781, Vodă Caragea care încercase, fără succes, strîngerea unei sume foarte mari de bani, intrînd în conflict cu haiducii, mai găsește o modalitate de a strînge bani; vînzarea ogorului public al Craiovei către marii boieri locali. Craiovenii s-au ridicat la luptă și împreună cu haiducii au stăvilit pretențiile marilor boieri și a lui Vodă Caragea care își pierde tronul. Primul act pe care îl dă noul domn, Mihai Șuțu, este revocarea actului dat de Caragea.

## 1790-1809 Vremea lui Pazvante Chiorul (Pazvant Oglu)
Potrivit documentelor vremii și tradiției orale, aceasta a fost cea mai grea perioadă din istoria orașului. "De pe vremea lui Pazvante", o expresie care a străbătut veacurile și a depășit granițele Olteniei, se pomenește de timpuri demult apuse dar care vor rămîne întipărite pentru totdeauna în memoria orașului. Craiova a fost lovită într-o perioadă relativ scurtă de timp, de o serie de evenimente care au perturbat serios viața urbei.
- 1790 cutremur. Întîi, orașul a suferit importante pagube în urma cutremurului din 1790, multe case și biserici căzînd atunci și trebuind refăcute.
- 1795 epidemia de ciumă. Apoi a venit o puternică epidemie de ciumă care a făcut, potrivit documentelor Băniei, aproape o mie de morți.
- 1796 Marele incendiu. În ianuarie 1796 a avut loc cel mai devastator incendiu din istoria orașului. Incendiul a izbucnit din cauza panicii populației, se ardeau, în grabă, mormanele de victime ale ciumei. Doar centrul și aria locuită de marii boieri au scăpat, datorită grădinilor boierești din jur. Incendiul a mistuit complet mahalalele și majoritatea atelierelor meșteșugarilor.
- 1799, 1800 Atacurile pazvangiilor. : În 1799 un grup de pazvangii a intrat, fără de veste, în oraș. Turcii s-au limitat la jefuirea prăvăliilor și negustorilor din Piața Veche și a cîtorva case boierești de la periferie dar suficient ca orașul să fie cuprins de panică. Turcii au revenit în 1800, de această dată craiovenii i-au întîmpinat cu armele în mîini. Pazvangii au atacat, din nou, partea comercială dar au întîmpinat rezistență. Pulberăria orașului a sărit în aer, declanșînd un incendiu de proporții, care a distrus toată partea comercială a orașului. Pravăliile, magaziile, depozitele de mărfuri și atelierele au fost făcute scrum. Se spune că fumul și mirosul greu de la tăbăcăriile în flăcări făcea aerul de nerespirat, turcii nu s-au ales cu nimic, iar craiovenii cu mare pagubă.
- 1801 Răscoala mahalalelor. Mulți au rămas fără o pîine în urma pieirii atelierelor de tot felul, arse iar agenții lui Samurcaș, un grec pus de vodă caimacan, nu țineau cont de starea în care ajunseseră țăranii de pe moșia Craiovei și puneau oamenii pe cărbuni aprinși, ca să-i silească să dea visteriei tot ce aveau. Banul Radu Golescu era tot timpul plecat, la Paris sau la București. Aproximativ 3000 de țărani și săraci, înarmați cu tot ce aveau la îndemînă, s-au răsculat după ce oamenii lui Samurcaș au biciuit niște copii. Samurcaș a fugit și s-a întors doar după cîteva luni, trimis de domn, dar puterile lui erau limitate de această dată și fusese numit un ban al Craiovei în persoana lui Nicolae Brîncoveanu ...o revenire scurtă, în vremi de grea restriște a falnicei instituții medievale..
- 1802 Nicolae Brîncoveanu se remarcă prin apărarea orașului și alungarea turcilor. Pazvangiii au încercat să prade din nou orașul, dar au fost respinși. În fruntea pandurilor se afla tînărul sluger al lui Glogoveanu, Tudor Vladimirescu, care culege aclamațiile tuturor pentru vitejia sa, devenind astfel cunoscut pentru prima dată.
- În 1808, profitînd de lipsa pandurilor din oraș, turcii ocupă orașul pentru cîteva ore. De data aceasta, nu au fost incendii sau jafuri; turcii au luat în robie 50-60 de persoane, în marea lor majoritate fete pentru haremurile pașei din Vidin.
- 1809 Orașul la picioarele lui Iancu Jianu, campania haiducilor la sud de Dunăre, uciderea lui Pazvant Oglu.

Iancu Jianu reușește să strîngă o adevărată armată, de vreo 2-3000 de haiduci. Unele surse susțin că haiducii ar fi fost ajutați, în taină, cu arme, de ruși sau chiar de către marii boieri din Craiova. În urma campaniei haiducilor, sînt incendiate Vidinul și Plevna, fiind ucis și pașa din Vidin (Pazvant-Oglu), în replică la acțiunile sale cînd atacase Craiova și mai multe sate din Oltenia. Este, de asemenea, distrusă din temelii raiaua turcească de la Turnu Măgurele pe care turcii n-au mai reușit s-o reconstruiască niciodată. Turcii i-au acuzat pe români că au ucis toți turcii pe care i-au prins. În planul inițial al haiducilor era și insula Ada Kaleh, dar – îngreunați de prada bogată și considerînd comunitatea turcească de acolo drept o țintă prea mică – haiducii au trecut Dunărea la Calafat. La întoarcerea lui Iancu Jianu, a fost mare sărbătoare în Craiova. Iancu Jianu a fost primit ca un erou. Potrivit tradiției populare, cîntecul: "M-a făcut mama oltean" a fost compus, în acea seară, pentru Iancu Jianu de lăutarul Niță Băloi din Ișalnița, căruia vodă îi tăiase în 1802 degetele de la mîna dreaptă ca să nu mai răscoale norodul prin cîntecele sale, dar el nu înceta să cînte.
Cu toate încercările prin care a trecut orașul, creșterea demografică a Craiovei era evidentă, numărul de locuitori crescînd și datorită numeroșilor țărani care se refugiaseră în Craiova de teama turcilor. Astfel, o statistică datînd din 1808 subliniază că, în ciuda stării de război, Craiova este al doilea oraș al țării, dispunînd de 10-15000 de locuitori.

## 1816 Frăția
În aceste vremuri tulburi avea să se înființeze la Craiova o organizație revoluționară secretă, alcătuită pe baza principiilor revoluției franceze, care urmărea să declanșeze la București și Craiova o răscoală care să înlăture tirania străinilor și să proclame o republică națională.

## 1821 Revoluția lui Tudor Vladimirescu
Remarcat pentru inteligența și sîrguința sa de către Lupu condicarul, copilul de moșneni este încredințat boierului craiovean Ion Glogoveanu , în casa căruia a fost crescut și educat. A devenit administratorul moșiilor lui Glogoveanu și cunoscut în Craiova prin comerțul cu vite. Tudor Vladimirescu și-a creat o adevărată rețea de legături economice printre negustorii și boierii craioveni. În 1802 a stîrnit admirația craiovenilor, apărînd orașul de atacul turcilor. În timpul revoluției a acordat un rol prioritar Craiovei, numind-o capitala pandurilor, orașul sufletului meu. Aflînd că armata pandurilor se îndreaptă ca un tăvălug spre Craiova, zdrobind la Strehaia armata domnitorului și ocupînd cu ușurință toate mănăstirile și conacele fortificate, divanul Craiovei pune la cale asasinarea lui Tudor. Omul trimis de ei, arnăutul Gore, va fi prins și judecat de panduri împreună cu oamenii săi. Noul caimacan al Craiovei, Nicholache Văcărescu, strînge trupe de panduri care nu intraseră în oastea lui Tudor, îi numește arnăuți domnești, promițîndu-le mare recompensă, lăudindu-se prin toată Craiova că îl va umili și ucide cu mîinile lui pe Tudor. Însă, ajuns față în față cu Tudor, caimacanul Craiovei a fugit, iar soldații săi au trecut de partea lui Tudor Vladimirescu. Rolul Craiovei a fost unul de importanță majoră, vestea că orașul este în stăpînirea lui Tudor Vladimirescu a avut un rol determinant în răspîndirea revoluției în toate colțurile Olteniei; în documentele vremii Craiova este frecvent numită: capitala micii Românii. Un negustor din Craiova îi scria lui Hagi Pop la Sibiu, la 26 martie 1821 : cea mai mare parte a orașului s-a înrolat în rîndurile pandurilor; iar Barbu Văcărescu anunța în divanul țării ultimele vești de la Craiova: întreaga populație a Craiovei, în afara marilor boieri și a dregătorilor, a alergat la Tudor Vladimirescu, numindu-l domn. Printre craiovenii care l-au urmat pe Tudor se aflau și tinerii Petrache Poenaru, care devine omul de taină al lui Tudor și Gheorghe Magheru. În toate documentele ulterioare, în care Tudor face referire la Craiova, acesta o numește capitala mea.
Comandantul trupelor trimise de caimacanul Craiovei, Nicolache Văcărescu, împotriva lui Tudor Vladimirescu era un alt căpitan de panduri de pe timpul războiului ruso-turc. În fapt, Tudor Vladimirescu și Ioan Solomon fuseseră cei mai apreciați căpitani de panduri pe timpul acelui războiului. La începutul revoluției, Ioan Solomon a fost atras de caimacanul Craiovei de partea sa. Caimacanul era convins că pandurii lui Solomon vor reuși unde eșuase armata arnăuților domnești trimiși de la București, pentru că pandurii lui Solomon cunoșteau foarte bine felul de a lupta a lui Tudor și al pandurilor lui. Cele două armate de panduri se întîlnesc la Țînțăreni și se așază în linie, una în fața celeilalte. Văcărescu ordonă tunurilor să tragă o salvă către pandurii lui Tudor. Căpitanii Vladimirescului vor să răspundă cu tunurile, dar Tudor Vladimirescu trimite pe unul dintre cei mai apropiați căpitani ai săi, pe Ion Zoican (și el vestit căpitan de panduri), cu solie și steag alb la Văcărescu pentru a-i cere caimacanului să se bată doar ei doi, în fața oștilor — doar caimacanul se lăudase prin Craiova că-l va omorî cu mîna lui pe Tudor. Văcărescu refuză lupta, mai mult, ordonă oamenilor săi să-l aresteze pe Zoican. Dezaprobînd acest comportament față de un sol, Ioan Solomon ordonă pandurilor săi să nu execute ordinul caimacanului. În acest timp, Tudor Vladimirescu se apropie singur de armata lui Văcărescu, provocîndu-l la luptă; Văcărescu fuge, iar Ioan Solomon și întreaga sa oaste de panduri intră în oastea lui Tudor. Armatele pandurilor se reuniseră. Ioan Solomon a fost îndepărtat, prin viclenie, din preajma lui Tudor Vladimirescu în ziua arestării acestuia. Solomon a continuat să conducă trupele de panduri împotriva turcilor, apărînd Craiova de turci în anii următori.

## 1828Ioan Solomon, apărătorul Craiovei. Victoria asupra turcilor de la Leamna
În 1828, izbucnind un nou război ruso-turc, Craiova a cunoscut din nou tulburările unui conflict armat. Ioan Solomon și cei 4000 de panduri craioveni îi așteptau pe turci la ieșirea din Craiova de la podul de peste Jiu de la Breasta. Dispunerea trupelor a fost făcută în taină, să nu simtă Craiova ca să ia spaima. Pe 15 august (stil vechi), 4000 de turci au venit pe drumul Leamnei — fapt ce a determinat transferarea rapidă a trupelor la Mofleni. Lupta a fost precedată de o ciocnire a avangărzilor călare, cîștigată de români, apoi trupele lui Solomon au reușit să-i prindă pe turcii masați în valea din fața Leamnei. Tunurile pandurilor au prăpădit rîndurile turcilor iar atacul pandurilor a reușit să risipească oastea turcească. După ce au salvat orașul, trupele lui Solomon s-au așezat în lagăr, pe cîmpul Craiovei, unde au așteptat pînă la data de 2 septembrie alte eventuale atacuri turcești. Datorită discreției și dorinței lui Solomon de a proteja liniștea craiovenilor, acesta a primit aclamațiile craiovenilor mult mai tîrziu, cînd s-a dus vestea și în oraș despre victoria pandurilor de la Leamna.

## 1828-1834 Ocupația țaristă, Regulamentul organic, Prima armată modernă românească
Redresarea orașului după pacea de la Adrianopol (1829), în timpul ocupației țariste (1828 - 1834) s-a datorat unei perioade de liniște în țările române. Craiova cunoaște creșteri economice importante iar Regulamentul Organic, deși în esență o constituție aristrocrată, a facilitat comerțul și dezvoltarea atelierelor și micilor întreprinderi. Existau în Craiova în 1832 un număr de 595 de prăvălii, din care 197 de lemn și 398 de zid.
Prima armată românească modernă, se organizează la Craiova în 1830. Avea 4 500 de panduri, împărțiți în 9 unități de cavalerie "grea", fiecare pandur dispunînd de: uniformă, un cal, o pușcă, două pistoale, un hanger și 4 cuțite de azvîrilt. Unitățile dispuneau și de propria lor artilerie mobilă (tunuri trase de cai). Ea se numea "streaja" sau "miliția pămîntească". La Craiova a apărut prima unitate specializată în muzică militară din România (1830) și a avut loc prima paradă militară, la grădina publică "Mihai Bravu".
Craiova va avea, din 1831, o formă de conducere democratică, cu autonomie orășenească, numită: "sfatul orășenesc" cu membri aleși prin vot, dintre staroștii tuturor corporațiilor. Un rol important l-a avut desființarea formelor perimate ale administrației cum erau: Bănia, căimăcănia și divanul Craiovei.
În 1837 se deschide Școala de fete Otetelișanu, printre primele absolvente numărîndu-se viitoarele mari actrițe ale vremii: Aristița Romanescu și Agata Bîrsescu.
Prima bibliotecă orășenească avea să-și deschidă porțile în 1840 în urma eforturilor lui Petrache Poenaru, ea funcționa pe lîngă fosta școală Obedeanu.

## Mahalale
De-a lungul dezvoltării lor istorice, toate localitățile noastre din fostele principate s-au subîmpărțit în mahalale, formațiuni urbanistice echivalente astăzi cu termenul de cartier sau de suburbie. Termenul are rădăcini în limba turcă. Mahalalele și-au luat numele, prin tradiție, de la numele, de la hramul bisericii sau mănăstirii în jurul căreia se formau, odată cu lărgirea teritorială a asșezării și cu creșterea numerică a locuitorilor. Mahalalele își mai luau numele de la numele moșiei pe care întindeau, de la numele proprietarului, dacă acesta nu corespundea cu al moșiei, de la numele unei personalități marcante a cărei viață, ale cărei calități și activități lăsaseră amintiri trainice în amintirea localnicilor (personalitate laică sau eclesiastică), de la anumite îndeletniciri sau meșteșuguri care dominau preocupările locuitorilor mahalalei, de la unele toponimice anterioare, de la unele evenimente istorice marcante din viața localității sau a mahalalei, precum și de la diverse amintiri sau legende de sorginte laică sau religioasă.
In cazul bisericilor sau al mănăstirilor, mahalaua dezvoltată împrejur lua numele acesteia, sau a hramului. In unele cazuri mahalaua împrumuta chiar numele unui slujitor bisericesc mult respectat, care rămânea imprimat prin numele său în tradiția locală.
Cu excepția unuor localități care s-au suprapus pe locuiri antice grecești sau romane, toate localitățile noastre au apărut și s-au dezvoltat mai ales în perioada lungă a evului mediu, chiar dacă au urmat unele rădăcini geto-dace. Localitățile născute în evul mediu au avut legături cu anumite moșii cu caracter feudal. Moșiile erau boierești sau domnești. Ele purtau denumiri care numai uneori corespundeau cu numele proprietarului. Localitățile au luat naștere pe anumite moșii, dar au rămas înconjurate de alte moșii peste care urmau a se întinde în cursul dezvoltării ulterioare. Această evoluție istorică a determinat ca localitățile și mahalalele lor să împrumute numele moșiilor pe care se dezvoltau. Se poate aprecia că tradiția aceasta a moșiilor boierești sau domnești care determinau, în parte, denumirea localităților și a mahalalelor a durat, la noi, până în 1864, când s-a trecut la secularizarea averilor mănăstirești și când s-au desființat rangurile și privilegiile boierești, sub domnia lui Alexandru Ioan Cuza.
Craiova, localitate cu tradiție medievală, centru polarizator de primă mărime în Țara Românească, a cunoscut atribuirea denumirilor cartierelor sale de început, a mahalalelor, după tradițiile amintite, putând constitui chiar un exemplu în lumea localităților românești.

## Catagrafia din 1835
O primă subîmpărțire a Craiovei în mahalale am găsit-o întocmită la 18 Ghenar 1835 în Arhivele Statului - Bunuri publice - Condica nr. 26. Ea a apărut sub denumirea : "Catagrafia plășii orașului Craiovii, capitala județului Doljiu, arătând mahalalele, numele moșiilor, bisericile cu hramul lor, preoți, diaconi și țârcovnici" - în publicația Arhivele Olteniei Nr. 53/1931.
Această catagrafie prezintă următoarele 27 de mahalale : (numărul familiilor se referă numai la "dajnici i boieri", adică numai la cei ce plăteau bir și la boieri)
- 1.- Mahalaua Obedeanu - moșie domnească - 30 de familii - hramul bisericii Sfinții Impărați.
- 2.- Mahalaua Oăta - ipac (înseamnă idem), adică tot moșie domnească - 49 de familii - hramul bisericii Adormirea (...Maicii Domnului).
- 3.- Mahalaua Sf. Dimitrie - ipac - 93 de familii - hramul bisericii Sfântul Dimitrie.
- 4.- Mahalaua lui Fir - ipac - 93 de familii - hramul bisericii Sfinții Ierarhi.
- 5.- Mahalaua Târgul de afară - ipac - 85 de familii - hramul bisericii Toți Sfinții.
- 6.- Mahalaua Sf. Gheorghe Vechi - ipac - 100 de familii - hramul bisericii Sfântul Gheorghe.
- 7.- Mahalaua Valea Vlăicii - ipac - 40 de familii - hramul bisericii Sfântul Spiridon.
- 8.- Mahalaua Sevastian - ipac - 16 familii - hramul bisericii Sfântul Ioan.â
- 9.- Mahalaua Bășica - ipac - 58 de familii - - hramul bisericii Toți Sfinții.
- 10.- Mahalaua Popii Hristii - ipac - 91 de familii - hramul bisericii Sfinții Apostoli.
- 11.- Mahalaua Haralambie - hramul bisericii Sfinții Impărați - nu se precizează nimic despre moșie și despre numărul de familii (biserica avea un pronunțat caracter particular).
- 12.- Mahalaua Hașu - moșie domnească - 90 de familii - hramul bisericii Sfinții Ioachim și Ana.
- 13.- Mahalaua Petrru Boji - ipac - 47 de familii - hramul bisericii Adormirea (...Maicii Domnului).
- 14.- Mahalaua Sfinții Voevozi - ipac - 40 de familii - hramul bisericii Sfinții Ingeri.
- 15.- Mahalaua Craiovița - ipac - 70 de familii - hramul bisericii Sfântul Nicolae.
- 16.- Mahalaua Sfântul Gheorghe Nou - ipac - 76 de familii - hramul bisericii Sfântul Gheorghe.
- 17.- Mahalaua Ungurenilor - ipac - 136 de familii - hrmul bisericii Sfântul Nicolae.
- 18.- Mahalaua Dorobănția - ipac - 40 de familii - hramul bisericii Sfântul Nicolae.
- 19.- Mahalaua Hera - ipac - 70 de familii - hramul bisericii Sfântul Ioan.
- 20.- Mahalaua Belivacă - ipac - 30 de familii - hramul bisericii Sfântul Nicolae.
- 21.- Mahalaua Podbanița - ipac - 16 familii - hramul bisericii Schimbarea la față.
- 22.- Mahalaua Dud - ipac - 25 de familii - hramul bisericii Adormirea (...Maicii Domnului).
- 23.- Mahalaua Brândușa - ipac - 14 familii - hramul bisericii Sfântul Nicolae.
- 24.- Mahalaua Mântuleasa - ipac - 88 de familii - hramul bisericii Sfânta Troiță.
- 25.- Mahalaua Troiții - ipac - 50 de familii - hramul bisericii Sfânta Troiță.
- 26.- Mahalaua din Târg - ipac - 168 de familii - hramul bisericii Sfântul Ilie.
- 27.- Mahalaua Piscupia (Episcopia) - ipac - 46 de familii - hramul bisericii Sfântul Nicolae.

## Catagrafia din 1838
La numai trei ani după catagrafia anului 1835 s-a procedat la o alta, probabil ca urmare a cutremurului memorabil din 1838. Totodată s-a procedat și la o inventariere amînunțită a stricăciunilor provocate bisericilor cu ocazia cutremurului. Noua catagrafie s-a întocmit "potrivit cu așezarea cinstitei comisii catagraficești". Orașul a fost împărțit și de această dată în mahalale grupate în jurul bisericilor parohiale. La socotirea populației s-au luat în considerație tot "numai creștini dajnici i boieri". La statistica din 1838 s-au enumerat numai 26 de mahalale, cu una mai puțin decât în 1835, eliminându-se Mahalaua Haralambie. Despre aceasta nu s-a precizat pe ce moșie s-ar fi aflat și nici numărul de familii păstorite de parohie. Nu s-a precizat nici dacă era cu adevărat o parohie sau o proprietate de familie. O parte din mahalale au fost altfel definite, probabil cu mai multă atenție :
- 1.- Mahalaua Mănăstirii Domnești - 122 dev familii - hramul bisericii Sfântul Dimitrie - numită în 1835 Mahalaua Sf. Dimitrie.
- 2.- Mahalaua Brândușa - 52 de familii - hramul bisericii Sfântul Nicolae - numită în 1835 Mahalaua Brândușa.
- 3.- Mahalaua mântuleasa - 97 de familii - hramul bisericii Adormirea Maicii Domnului - numită în 1835 Mahalaua Mântuleasa.
- 4.- Mahalaua Bășica - 97 de familii - hramul bisericii Toți Sfinții - numită în 1835 Mahalaua Bășica.
- 5.- Mahalaua Dorobănția - 80 de familii - hramul bisericii Sfântul Nicolae - numită în 1835 Mahalaua Dorobănția.
- 6.- Mahalaua Popa Hristea - 73 de familii - hramul bisericii Sfinții Apostoli - numită în 1835 Mahalaua popii Hristii.
- 7.- Mahalaua Oota - 61 de familii - hramul bisericii Adormirea Maicii Domnului - numită în 1835 Mahalaua Oăta.
- 8.- Mahalaua Chițăra Nouă - 90 de familii - hramul bisericii Sfântul Ioan botezătorul - numită în 1835 Mahalaua Hera.
- 9.- Mahalaua Ungureni - 154 de familii - hramul bisericii Sfântul Nicolae - numită în 1835 Mahalaua Ungurenilor.
- 10.- Mahalaua Sfinții Voevozi - 41 de familii - hramul bisericii Sfinții Voevozi - numită în 1835 Mahalaua Sfinții Voevozi.
- 11.- Mahalaua Sfântul Ilie - 72 de familii - hramul bisericii Sfântul Ilie - numită în 1835 Mahalaua din Târg.
- 12.- Mahalaua Sfântul Gheorghe Nou - 93 de familii - hramul bisericii Sfântul Gheorghe - numită în 1835 Mahalaua Sfântul Gheorghe Nou.
- 13.- Mahalaua petre Boji - 67 de familii - hramul bisericii Adormirea Maicii Domnului - numită în 1835 Mahalaua Petru Boji.
- 14.- Mahalaua Postelnicul Fir - 93 de familii - hramul bisericii Sfinții Trei Ierarhi - numită în 1835 Mahalaua Fir.
- 15.- Mahalaua Târgul de afară ot Hagiu - 101 de familii - hramul bisericii Toți Sfinții - numită în 1835 Mahalaua Târgu de afară.
- 16.- Mahalaua Sfântul Spiridon - 44 de familii - hramul bisericii Sfântul Spiridon - numită în 1835 Mahalaua Valea Vlăicii
- 17.- Mahalaua ot Hașu - 88 de familii - hramul bisericii Sfinții Ioachim și Ana - numită în 1835 Mahalaua Hașu
- 18.- Mahalaua Episcopia - 18 familii - hramul bisericii Sfântul Nicolae - numită în 1835 Mahalaua Piscupia
- 19.- Mahalaua Sfântul Gheoghe Vechi - 187 de familii - hramul bisericii Sfântul Gheorghe - numită în 1835 Mahalaua Sfântul Gheoghe Vechi
- 20.- Mahalaua Craiovița - 80 de familii - hramul bisericii Sfântul Nicolae - numită în 1835 Mahalaua Craiovița
- 21.- Mahalaua Podbanița - 17 familii - hramul bisericii Adormirea maicii domnului - numită în 1835 Mahalaua Podbanița
- 22.- Mahalaua Belivacă - 30 de familii - hramul bisericii Sfântul Nicolae - numită în 1835 Mahalaua Belivacă
- 23.- Mahalaua Sevastian - 18 familii - hramul bisericii Sfântul Ioan Botezătorul - numită în 1835 Mahalaua Sevastian
- 24.- Mahalaua Obeteanu - 46 de familii - hramul bisericii Sfinții Impărați - numită în 1835 Mahalaua Obedeanu
- 25.- Mahalaua Sfânta Troiță - 65 de familii - hramul bisericii Sfânta Troiță - numită în 1835 Mahalaua Troiții
- 26.- Mahalaua ot Dud - 40 de familii - hramul bisericii Adormirea Maicii Domnului - numită în 1835 Mahalaua Dud

In comparație cu catagrafia din 1835, în 1838 nu mai apare Mahalaua Haralambie, despre care nici anterior nu se consemnase pe ce moșie se afla și nici numărul de familii din parohie.

## Cutremure consemnate documentar
Cutremurele resimțite de populația Craiovei în ultimele cinci secole au fost mult mai puține decât cele produse în mod real. Unele cutremure, cu intensitate mai mică, chiar dacă au fost resimțite ușor, nu au fost consemnate în mărturii scrise și au fost uitate repede. Foarte multe cuptemure sub 7 Mw sunt deterninate și datate în prezent, dar nu au avut efecte nefaste. Au rămas reprezentative cele consemnate în următoarea listă :
- 10 octombrie 1446 Cutremur Magnitudine 7,3 Mw – determinare ulterioară.
- 29 august 1471 Este primul mare cutremur vrâncean datat cu mare grad de precizie și care a afectat toată locuirea românească. Cele anteriore au datări mai puțin precise. Din toate cronicile reiese ca acesta a fost, de departe, cel mai violent cutremur din secolul al XV-lea, seism care a avut loc in vremea domniei lui Stefan cel Mare. Cronicarii români si straini sunt unanimi referindu-se la „marele cutremur din toata Tara Moldovei, Valahia si Ardeal”. Cronicarii notau: „In același an (6979-1471), luna august, ziua 29, atunci a fost cutremur cumplit...si chiar in toata lumea, pe vremea cand ședea domnul la pranz”- la ora 11 ziua. A fost cutremurul cel mai puternic din sec.al 15-lea, cu o Magnitudine de peste 7 Mw. A provocat mai distrugeri în toate cele trei provincii istorice românești. Cutremur menționat de cronicarul Miron Costin.
- 24 noiembrie 1516 Cutremur Magnitudine 7,2 Mw – determinare ulterioară
- 8 noiembrie 1620 între orele 13-14. Magnitudine între 7-8 Mw
- 8 august 1681 Cutremur mare pe timpul domniei lui Șerban Cantacuzino. Magnitudine 7-8 Mw.
- 31 mai spre 1 iunie 1701 (calendar vechi) 11 iunie spre 12 iunie (calendar vechi) între orele 12 și 2 din noapte, cutremur cu trei șocuri succesive, resimțit mai puternic în Transilvania și spre Podolia, dar cu multă teamă în restul ținuturilor române, inclusiv la Craiova. Magnitudine 7 Mw. Resimțit pe arie foarte întinsă. Bariera munților nu a apărat transilvania.
- 31 mai 1738 (calendar vechi) 11 iunie (calendar nou) în jurul orei 11 (în exprimarea vremii „la 5 ceasuri din zi” „pe când dormea vodă Constantin”- adică Constantin Mavrocordat) cutremur devastator. S-a făcut simțit 15 minute (?!) și a ținut mai multe zile în șir dar zguduirile nu au fost la fel de puternice (replici). "din cutremur clopotele singure se trageau si omul abia putea sta in picioare" Se amintește că s-a resimțit cu efecte grele până la Niș unde era cantonată armata otomană, s-au prăbușit parțial fortărețele turcești de pe Dunăre, la Nicopolis s-au prăbușit patru moschei. In țară s-au multe crăpături de pământ și au răbufnit gaze rău mirositoare. La Bucuresti "palatul domnului (Curtea Veche) s-a crapat in mai multe locuri. A fost cel mai înspăimântător cutremur al sec.al 18-lea. Magnitudine 7,5 Mw. Resimțit înspăimântător pe arie foarte întinsă. Bariera munților nu a apărat Transilvania. 
- 26 martie 1790 (calendar vechi) 6 aprilie (calendar nou) în jurul orei 21 (în exprimarea vremii „la două ceasuri din noapte”), cutremur care a adus multe pagube orașului, biserici și case căzute. Cutrenurul a avut mare întindere în toate cele trei principate românești, atingând și Banatul, Ucraina până la Kiev, Crimeea până la Kerson, Podolia și Constantinopolul. Era ziua de marți „din săptămâna luminată”. Magnitudine în jur de 7 Mw. Durată mare, de circa 5 minute. S-a resimțit pe arie foarte întinsă
- 14 octombrie 1802 (calendar vechi), sau 26 octombrie 1802 (calendar nou) după aprecierile seismologilor de astăzi (INFP). S-a produs la ora 7 dimineața, după o mărturie a vremii, dar astăzi este dată ora de 10,55. Magnitudine 7,9 Mw.
In București a durat două minute și jumătate.
- 05 martie 1812 (calendar vechi) ora 12,30 Cutremur apreciat de INFP vând o Magnitudine 6,5 Mw 
- 13 decembrie 1827, cutremur într-o zi de marți la ora 4 dimineața. Nu este consemnat de lista INFP (Institutul National de Fizica Pamântului)
- 14 noiembrie 1829, cutremur într-o zi de joi dimineața la ora 11, consemnat astăzi pentru data de 26 noiembrie 1829, ora 01,40 (calendarul nou). Magnitudine 7,3 Mw
- 11 ianuarie 1838 (Ghenar) la ora 4 dimineața, cu mari prăbușiri de case și biserici și cu mulți morți. Consemnat astăzi de INFP pentru data de 23 ianuarie 1838 (calendar nou) ora 18,45. Magnitudine 7,5 Mw. Cu șapte ani înainte, în 1831, cârmuirea Craiovei decisese să nu mai permită construirea în oraș decât a caselor din zidărie, ca măsură specială împotriva deselor incendii. La cutremur tocmai casele cele de zidărie au avut mai mult de suferit. In anul 1837 tocmai se terminase ridicarea turnului „Școlii Centrale” cu mare satisfacție pentru oraș. Turnul a fost distrus de cutremur, trebuind să fie recunstruit în anii următori.
- 29 ianuarie 1838 (Ghenar), aceeași lună, la ora 12 ziua (cca 11 februarie 1838 calendar nou). A fost vorba propbabil de o replică puternică. Acel cutremur nu este consemnat astăzi în evidența INFP (Institut Național de Fizica Pământului)
- 31 august 1894 Cutremur puternic pentru sud-estul țării și fără urmări majore la Craiova. Magnitudine 7,1 Mw
- 06 octombrie 1908 ora 21,40 Cutremur consemnat numai de INFP. Magnitudine 7,1 Mw. Cutremur de mare intensitate difuzat din nord-est spre sud-vest, pe o mare suprafata de teren, de la Tr. Severin pana-n Dorohoi. Un ziar a relatat: "Cetatenii fugeau de prin case dezbracati, inchinandu-se. Femeile fugeau prin curti si pe strazi cu copiii in brate, tipand. Ceasornicele s-au oprit. Clopotele de la biserici sunau, sunau si au produs o panica si mai mare". Cutremurul a avut 3 momente explozive la interval de 3 minute. Ultima faza a produs "zguduituri înfricosatoare" si "formidabile bubuituri subterane". S-au daramat mai ales locuințele vechi.
- 10 noiembrie 1940 ora 01,39,07. Cutremur consemnat de INFP și rămas în amintirea ultimei generații, cu prăbușiri de blocuri în București și cu circa 500 de victime și 300 de răniți. Magnitudine 7,7 Mw. In anii anteriori mai fuseseră cutremure moderate în 1929, 1934, 1938, 1939 și unul mai bine resințit cu aproape trei săptămâni înainte, la 22 octombrie 1940, ora 8,37, cu magnitudine de 6,2-6,4 pe scara Richter.
- 04 martie 1977 ora 21,21,57 Cutremur puternic resimțit în sudul țării consemnat de INFP și rămas în amintirea generației recente ca devastator. S-au raportat 1570 de morți și 11.300 de răniți, și pagube de 2 miliarde de dolari SUA. Magnitudine 7,4 Mw
- 31 august 1986 ora 00,28,37 Cutremur resimțit de populație dar fără pagube de vieți omenești și nici materiale importante. Magnitudine 7,1 Mw 
- 30.mai 1990 ora 10,40,06 Cutremur consemnat de INFP și resimțit puternic de populație. Fără pagube de vieți omenești sau materiale. Magnitudine 6,9 Mw
- 31 mai 1990 ora 00,17,48, la numai cca 14 ore de cel anterior, probabil o replică puternică. Cutremur consemnat de INFP Magnitudine 6,4 Mw
- 27 octombrie 2004 ora 20,34,36 Cutremur consemnat de INFP. S-a resimțit mai mult la București și la etajele înalte și de către oamenii mai sensibili aflați în repaus. Magnitudine 6 Mw

## 1842-1848 Iancu Bibescu
Una dintre marile familii boierești din Craiova - familia Bibescu - a dat Țării Românești pe ultimii săi doi domnitori: frații Gheorghe Bibescu (1842-1848) și Barbu Știrbei (1849-1856). Cel mai destoinic, avea să se dovedească însă, cel de-al treilea frate, Iancu Bibescu. Craiova a făcut pași mari sub ocîrmuirea lui Iancu Bibescu (1842-1848). În doar 6 ani, are loc o sistematizare a orașului, se aliniază străzi, se pavează principalele străzi cu bazalt artificial, gresie de Yvoir sau porfir aduse din Elveția , 
Franța sau Belgia; se fac trotuare pavate, iar pe marginea acestora se plantează pomi. În 1847 se construiește foișorul de foc și modernizează parcul "Mihai Bravu", rămase și azi. Se înființează serviciul pompierilor. Apar școli de artă, se dezvoltă o adevărată tradiție în școala de pictură craioveană. Se iau măsuri pentru repararea canalelor și izvoarelor, se construiesc poduri de piatră peste Jiu și o șosea prin Valea Vlăicii. În centrul economic, cele două piețe centrale erau grupate în jurul a două intersecții importante ce împărțeau centrul Craiovei: "Răscruciul Mare" și "Răscruciul Mic". De la "Răscruciul Mic" spre vest, pînă la intersecția cu străzile Lipscani (unde se vindeau mărfurile de lux) și "Madona Dudu", erau bogasierii și cojocarii. Între cele două răscruciuri se întindeau străzile pline de prăvalii de tot felul: boiangerii, cizmării, cîrciumi, hanuri (cel mai mare era hanul Poroineanu, lîngă "Fîntîna cu Țeapă"). Principalele mahalale erau: Brazda lui Novac, Episcopiei, Craiovița, Belivacă, Bogdan, Chițărănoia, Dorobănția, Brîndușa, Mîntuleasa, Popa Hristea, Postelnicu Fir și Obedeanu. La nord de "Calea Bucureștiului" se afla "Tîrgul din afară". "Târgul dinlăuntru" (Mofleni) a rămas neschimbat, ca și "Piața Veche" din centrul orașului. Orașul se menține ca centru comercial al Olteniei; exportă în Austria și Turcia cereale, piei, ceară, animale, seu și cervis. În 1846 la Craiova s-a înființat prima societate românească pe acțiuni, era destinată transportului cerealelor cu vaporul pe Dunăre, la Brăila. La delimitarea hotarului Craiovei, s-au stabilit 8 bariere de intrare în Craiova:
Bariera Bucureștiului, a Caracalului, a Calafatului, a Bucovățului, a Brestei, a Severinului, a Amaradiei și Bariera Vâlcii.

„Manifestanți pentru Constituția de la 1848“ -acuarela a pictorului craiovean Costache Petrescu

## 1848 Prima capitală a pașoptiștilor
În 1848, Craiova avea 20 000 de locuitori. Prezența Craiovei în vîrful de lance al revoluției pașoptiste s-a datorat existenței a două grupări foarte puternice în Craiova:
- Clubul revoluționar craiovean înființat inițial în casa lui Marin Petrescu cu 60 de membri fondatori, printre cei mai cunoscuți membri numărîndu-se : Gheorghe Magheru, Ioan Maiorescu, Costache Romanescu, Ștefan Golescu, Nicolae Pleșoianu, Iancu Obedeanu, Grigore Marghiloman, Constantin Lecca, Theodor Aman, Constantin Otetelișanu, Petrache Cernătescu, Iancu Coandă, Eufrosin Poteca, Ioan Mihail, Nică Locusteanu, Gheorghe Chițu, Gheorghe Radovici, Grigore Bengescu, Florian Aaron, Ion Strîmbeanu, Costache Petrescu și Marin Petrescu. Revoluționarii craioveni au primit sprijinul preotului Radu Șapcă din Celei, Corabia și ale lui Nicolae Bălcescu și Ion Heliade Rădulescu care își aveau originile în Oltenia.
- Contrarevoluționarii constituiau un grup redutabil avînd în frunte oameni puternici și respectați ca : Iancu Bibescu, Dimitrie Filișanu, Ion Vlădoianu, Barbu Știrbei, Mihai Coțofeanu, Ilie Roșianu, Ion Socoteanu, Manole Jianu, Ion Bălăceanu sau Vasile Căpățînă.
- La 18 aprilie 1848, Axente Sever îi descria lui Simion Bărnuțiu starea de spirit din Craiova: oltenii, aici e puterea românilor, umblă cu căciula într-o ureche (ca semn de recunoaștere între suporterii revoluției) zicînd că o sa le arate lor (boierilor), peste o lună..
- 7 iunie 1848. Astfel, Craiova va deveni focarul revoluției pașoptiste. Gheorghe Magheru, Nicolae Bălcescu și Costache Romanescu alcătuiesc, în ilegalitate, la Craiova, primul guvern provizoriu revoluționar.
- 9 iunie 1848. Reacțiunea craioveană era puternică și de teama unor conflicte armate se hotărăște citirea proclamației revoluționare la Islaz (9 iunie 1848), un mic port la Dunăre din Romanați pentru că doi dintre cei mai importanți membri ai clubului revoluționar craiovean conduceau destinele în Romanați. Este vorba de Ioan Maiorescu (fusese numit prefectul județului) și capitanul Nicolae Pleșoianu ai cărui dorobanți primiseră ordin să se deplasase din Craiova la Islaz. Bibescu ordonase paza tuturor porturilor pentru a aresta, imediat după debarcare, agitatori revoluționari veniți de la Paris. Sub oblăduirea lui Ioan Maiorescu și Nicolae Pleșoianu va fi organizată de către Popa Șapcă, o mare adunare populară la Islaz. Concomitent, la București are loc un atentat asupra lui Bibescu. Guvernul provizoriu format la Islaz îi cuprindea pe ofițerii: Gheorghe Magheru și Nicolae Pleșoianu, pe preotul Radu Șapcă pe membrii clubului craiovean: Ștefan Golescu, Ioan Maiorescu și ca secretar al guvernului provizoriu, pe Costache Romanescu. Acestora li s-au alăturat Ion Heliade Rădulescu și Christian Tell. În conținutul proclamației, era stipulat un punct prin care se cera înființarea de universități la Craiova și București.
- 11 iunie 1848. Știind că a pierdut sprijinul armatei, Bibescu semnează, la București proclamația de la Islaz și demisionează. Dar guvernul provizoriu revoluționar se deplasează întîi la Craiova pentru a înlătura grupul care îl sprijinea pe Bibescu.
- 13 iunie 1848. Craiova a fost ales ca loc de întrunire a guvernului provizoriu și prima capitală a revoluționarilor pașoptiști, înainte ca aceștia să ajungă la București. Trecerea Craiovei de partea revoluției nu s-a produs însă fără ciocniri. Iancu Bibescu, care se bucura de respectul populației Craiovei, a încercat o opoziție armată beneficiind de dorobanții colonelului Ion Vlădoianu. Entuziasmul craiovenilor la vestea apropierii guvernului revoluționar de Craiova l-a făcut să-și schimbe planurile, nedorind însîngerarea străzilor Craiovei și dezamagit de reacția craiovenilor, părăsește orașul și se refugiază la Orșova de unde urmarește evenimentele. Guvernul provizoriu intră în oraș aclamat de craioveni care se postaseră de-a lungul străzilor, pe tot drumul către școala centrală unde Ioan Maiorescu, suit într-un copac, a citit declarația de la Islaz în fața unei mulțimi în delir. Clipa de fericire a fost scurtă, a doua zi, în zorii zilei, cînd străzile orașului erau amorțite iar craiovenii visau la idealurile revoluției, reacțiunea craioveană încearcă contralovitura. Ion Heliade Rădulescu face greșeala de a primi delegația acestora, soldații lui Vlădoianui se strecoară, deghizați, pe străzile aproape pustii la acea oră, împresoară sediul guvernului revoluționar și arestează o parte a membrilor guvernului. Dar Gheorghe Magheru, alături de Grigore Bengescu, Iancu Obedeanu, Nică Locusteanu și Ioan Maiorescu adună în grabă dorobanții, mobilizează locuitorii Craiovei și înconjoară, la rîndul lor, partizanii contrarevoluției, despresurînd sediul guvernului provizoriu. Ei străbat călare, mai multe străzi, prin fața puștilor reacționarilor, strigînd-le că nu s-au sculat să puie foc și sabie în țară, atmosfera se detensionează, pentru moment. Se ajunge la un compromis prin rămînera lui Dimitrie Filișanu în postul de prefect al județului, acesta fiind un membru marcant al partidei reacționare.
- 14 iunie 1848 Guvernul adoptă ca steag național, tricolorul revoluționarilor. S-au păstrat multe detalii ale acelui moment. Primul steag tricolor al pașoptiștilor, cel purtat la Islaz de Popa Șapcă și după care au fost întocmite toate celelalte steaguri pașoptiste, a fost cusut doar de mîinile domniței Maria Alexandrina, copila lui Gheorghe Magheru, în amintirea steagului purtat de Tudor Vladimirescu și pentru ca primul steag al revoluției să poarte simbolul neprihănirii.
- 15 iunie 1848, guvernul provizoriu se afla încă la Craiova. Însoțit de o oaste alcătuită din dorobanții aflați sub comanda lui Nicolae Pleșoianu, cărora li se alătură numeroși țărani, guvernul provizoriu revoluționar pleacă spre București. La Craiova se organizează o gardă națională a cetățenilor Craiovei sub comanda profesorului Gheorghe Chițu.
- 18 iulie 1848 Gheorghe Magheru se întoarce la Craiova, fiind investit de guvern să organizeze în Oltenia baza armată a revoluției. Profitînd de întoarcea sa, 36 de revoluționari semnează o scrisoare de protest prin care se cerea îndepărtarea lui Filișanu din postul de prefect. Printre semnatari, Ioan Mihail, Iancu Coandă, Eufrosin Poteca și alții. Magheru îl numește ca prefect al județului pe fruntașul revoluționar craiovean, Florian Aaron.
- 24 august 1848 apare la Craiova, cel mai important organ de presă al revoluției pașoptiste, ziarul "Naționalul" sub redacția lui Ion Strîmbeanu și Petrache Cernătescu.
- 8 septembrie 1848 are loc o mare întrunire populară, Ioan Maiorescu, Eufrosin Poteca, Costache Romanescu și Theodor Aman citesc declarații către popor în fața a peste 10 000 de țărani veniți din toate satele Olteniei.
- 10 septembrie 1848 Arderea "Regulamentului Organic" în fața mulțimilor adunate în "Tîrgul de afară".
- 13 septembrie 1848 Populația Craiovei s-a ridicat pentru a-și declara sprijinul față de revoluția lovită de armatele străine la București.
- 30 noiembrie 1848, în ajunul intrării în Craiova a primei divizii otomane, evaluată la 10 000 de ostași și comandată de Hussein-Pașa, sute de săteni din jurul Craiovei și locuitori ai orașului, inarmați cu puști, sulițe, topoare și coase, au întâmpinat trupele străine, neținând seama de superioritatea numerică covârșitoare a acestora.

## decembrie 1848 - iunie 1849. Conducerea reacționară sub oblăduire turcească
Opoziția armată a craiovenilor în fața turcilor și declarațiile amenințătoare ale învinșilor, i-au făcut extrem de precauți pe turci. Astfel, în ciuda insistențelor membrilor conducerii reacționare, turcii evită să-i aresteze pe liderii pașoptiști, pentru a nu tensiona și mai mult atmosfera. În aceste condiții, generalul Gheorghe Magheru și colonelul Nicolae Pleșoianu pleacă în exil la Vidin , apoi la Paris . Turcii au fost chiar acuzați că i-ar fi ajutat, pe timpul șederii lor la Vidin, în scopuri politice. Turcii se trezesc, la mijloc, sub tirul acuzelor a celor două tabere care protestau împotriva lor, populația și revoluționarii cereau plecarea lor, ca armată de ocupație, iar reacționarii îi acuzau ca protejează pe ascuns pe revoluționari. Turcii se retrag.

## iunie 1849 - octombrie 1854. Conducerea reacționară, Barbu Știrbei
În această perioadă, la conducerea țării va fi craioveanul Barbu Știrbei. Fără armate străine în oraș, are loc o relativă detensionare a relațiilor. Reacționarii instituie regula trimiterii în exil, toți cei care nu erau de acord cu politica lor, erau liberi să plece, în caz contrar, erau obligați să plece. Închisoarea rămîne doar alternativa refuzului de a pleca în exil. În ianuarie 1854 este arestat Costache Săvoiu care aducea vesti în oraș de la generalul Magheru. Sînt arestați și trimiși în exil, directorul teatrului național (înființat pe 28 iunie 1850 ) din Craiova, Teodor Teodorini și actorii Ion Vlădicescu și Pavel Stoenescu. Soartă împărtășită și de magistratul Costache Romanescu. Erau căutați "agitatorii" Constantin Crețeanu, Eugeniu Carada și colonelul Filipescu pentru a fi trimiși în exil.
În octombrie 1854, Barbu Știrbei refuză să mai domnească la aflarea veștii că va fi obligat să conducă sub dominație țaristă și pleacă, la rîndul său, în exil. Va sta la Viena de unde este rechemat după un an, în octombrie 1855. În anul de ocupație țaristă, rușii nu și-au prea făcut simțită prezența în oraș, care s-a guvernat tot după dorința partidei Bibeștilor.

## martie 1854 Introducerea iluminatului public cu lămpi cu ulei de rapiță
În plan edilitar, această perioadă a fost destul de înfloritoare. În martie 1854 se
introduce iluminatului public cu lămpi cu ulei de rapiță. Se construiește mult, noile clădiri sunt construite în diferite stiluri: renaștere, baroc, clasic, neoclasic, romantic, romanesc, de către arhitecți francezi, italieni, nemți sau români. În plastica arhitecturală domină formele caracteristice eclectismului european, în special academismul francez.

## februarie-martie 1855 Alungarea austriecilor
În perioada: octombrie 1854 - 25 iunie 1856 la conducerea țării a revenit Barbu Știrbei dar sub protecție austriacă. În Craiova se instalează o garnizoană austriacă neținîndu-se seama de resentimentele populației față de turci și austrieci. Prezența austriecilor în Craiova a inflamat imediat spiritele. În lunile februarie - martie 1855 avea loc la Craiova o puternică revoltă, socotită de istorici momentul de vârf al raporturilor de încordare ce au existat între poporul român și ocupanții săi din anii 1854 -1856. Se pare că evenimentele au degenerat în urma uciderii unui meșteșugar craiovean de către un soldat austriac. A doua zi, 500 de oameni demonstrează pe strazile Craiovei. Intervenția brutală a garnizoanei austriece se soldează cu ciocniri de stradă în care își pierd viața 5 sau 6 manifestanți. În ziua următoare, numărul manifestanților crește la cîteva mii, sînt prinși și spînzurați de către demonstranți, în jur de 20 de soldați austrieci, care au acuzat revenirea, pe ascuns, în Craiova a colonelului Nicolae Pleșoianu care ar fi incitat spiritele. Partea română a negat vehement evenimentele dar austriecii au continuat acuzele spunînd că au martori care pot depune mărturie că la execuția soldaților austrieci ar fi participat soldați români care au executat direct ordinele lui Pleșoianu. Austriecii pleacă, antrenînd odată cu plecarea lor și demisia lui Barbu Știrbei. Românii i-au acuzat pe austrieci ca au înscenat totul, ei dorind să creeze în Oltenia o partidă separatistă. Evenimentele au rămas neclare.
În Craiova se afirmă două partide:
•Partida Independentistă: care milita pentru o Țară Românească independentă, condusă de un reprezentant al familiei Bibescu și care se opunea unei reorganizări radicale a administrației interne. În fruntea partidei se aflau Iancu Bibescu, Gheorghe Bibescu, Barbu Știrbei, Ion Socoteanu, Dumitru Nenciu, Nicolae Mihail și Dimitrie Filișanu.
•Partida Națională: care milita pentru unirea cu Moldova și pentru ideile pașoptiste în rîndurile căreia se aflau: Gheorghe Magheru, Nicolae Pleșoianu, Gheorghe Chițu, Petrache Cernătescu, Grigore Lăceanu, Theodor Aman și Popa Șapcă.

## 1857 Constituirea comitetului unionist. Partida națională, Adunările ad-hoc
În primăvara anului 1857 s-a constituit la Craiova, Comitetul Unionist, în rândul căruia se remarcau foștii luptători de la 1848: Petrache Cernătescu, Emanoil Chinezu, Gheorghe Chițu.
Reîntoarecera lui Nicolae Pleșoianu în mai 1857, după un exil de 9 ani, a constituit o adevărată sărbătoare pe străzile orașului. Era considerat un erou, mai ales după implicarea sa în incidentele cu austriecii. Manifestația de simpatie care i s-a făcut s-a transformat în ample proteste de stradă împotriva autorităților. În ciuda uneltirilor lui Nenciu, I.Socoteanu și N.Mihail, a arestărilor făcute de prefectul Filișanu, adunările ad-hoc au stabilit următoarele rezultate:
- la colegiul marilor proprietari au fost aleși foștii domnitori: Gheorghe Bibescu și Barbu Știrbei.
- la colegiul proprietarilor mici, în ciuda scandalurilor și dezordinilor provocate de tabăra Bibeștilor, a fost ales candidat, fostul revoluționar pașoptist, Petrache Cernătescu.
- la colegiul orășenilor liberi au fost aleși aproape în unanimitate, Nicolae Pleșoianu și Grigore Lăceanu.
- la colegiul țăranilor a fost ales țăranul clăcaș din Moțăței: Nicolae Mazilu.

În urma victoriei partidei naționale în adunările ad-hoc, balanța a înclinat către unionisți.

## Unirea Principatelor

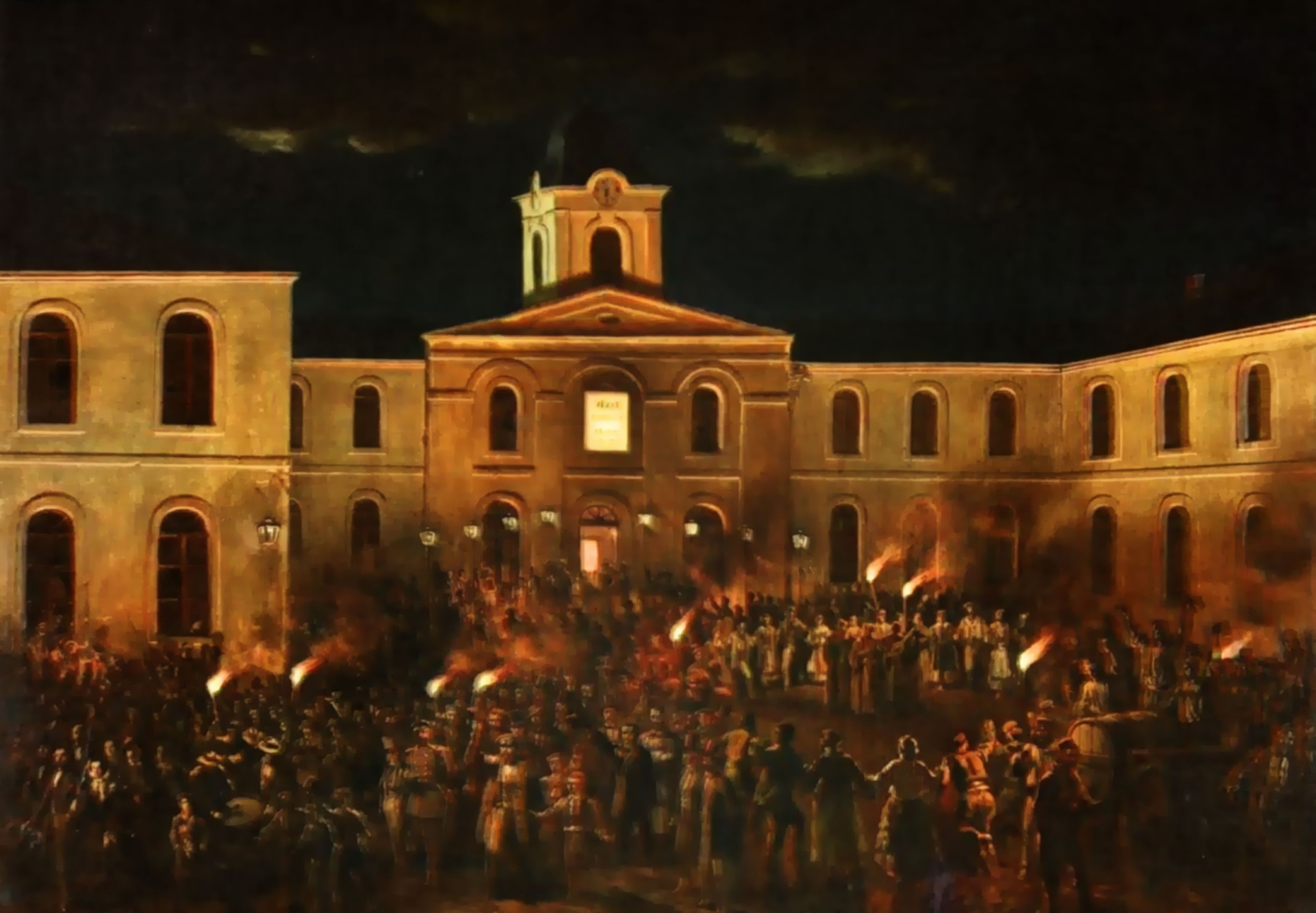
„Hora Unirii la Craiova“

Adunarea Ad-hoc a Țării Românești a votat în unanimitate pentru Unirea Principatelor. A doua zi, seara, peste 5-6000 de oameni din toate clasele societății se adunasera la flacăra torțelor și ovaționau . Participînd la această istorică manifestație, pictorul Theodor Aman avea s-o imortalizeze în celebrul său tablou: Hora Unirii la Craiova.
În preajma Unirii, Craiova număra circa 25 000 de locuitori, situându-se din acest punct de vedere imediat după capitala Țării Românești, Bucureștiul.
În Craiova existau 4633 clădiri, dintre care 3220 case, 26 biserici, 11 școli, 60 fabrici-ateliere. Existau și aproximativ 90 de stabilimente cu caracter industrial, dintre care: 12 mori, 3 fabrici de bere, 2 fabrici de gaz și ulei, 4 tăbăcării, 2 tipografii.
•În anul 1858 se introdusese iluminatul public cu lămpi cu petrol care le înlocuiau pe cele cu ulei de rapiță prezente din 1854.

## 1860 Răscoala breslașilor și calicilor
După dezamăgirea intelectualilor craioveni, care vedeau nerespectată promisiunea înființării unuei universități la Craiova, cum fusese prevăzut la Islaz, (aceasta va fi înființată la Iași), a venit rîndul breslelor să fie nemulțumite. Noua lege a patentelor din 1860 sporea numărul meseriașilor care trebuiau să plătească darea. Clasificările abuzive făcute de administrația locală loveau în păturile micilor negustori și meseriași. Apar proteste și manifestații ale păturilor mijlocii și sărace. Prefectul Gheorghe Marghiloman arestează liderii breslașilor sperînd încetarea protestelor. Efectul a fost însă contrariu. A doua zi, 7 noiembrie, breslașii vin, în număr mare, la prefectură, cerînd eliberarea liderilor lor. Sînt întîmpinați de armată cu focuri de arme, căzînd primele victime. Neînarmate, masele au aruncat cu căramizi în geamurile prefecturii, poliției și tribunalului comercial și au bătut deputații mahalalelor care se arătaseră solidari cu prefectura. A doua zi, breslașii și calicii s-au strîns, din nou, în fața prefecturii, unde au depus și morții pe care administrația îi îngropase, în grabă, în cursul nopții la marginea orașului. Au apărut armele în mîinile răsculaților dar prefectul primise între timp ajutoare, fuseseră scoase chiar și 5 tunuri. Răsculații atacă prefectura pentru a-și recupera arestații, dar sînt respinși și contraatacați de soldați. Cifra oficială a morților s-a ridicat la 13, iar a răniților la 40, dar se pare că numărul victimelor ar fi fost cu mult mai mare, autoritățile ascunzînd adevărul. În presa craioveană a vremii, s-a scris că numărul morților ar fi fost de aproape 200 de partea manifestanților și de cel puțin 30 în rîndul soldaților. Guvernul îl trimite la Craiova pe generalul Gheorghe Magheru care se ocupa acum de reorganizarea armatei naționale. Generalul se bucura încă de stima craiovenilor și discursurile sale aplanează conflictul care ajunsese în pragul unui adevărat război civil în oraș. Administrația va instaura totuși, timp de 4 luni, starea de asediu în oraș.

## Domnia lui Cuza
După aceste evenimente, Craiova s-a bucurat de atenția specială a guvernului, fiind considerat orașul cel mai favorizat de guvern. Guvernul a dispus revizuirea listelor patentelor. Fiind un mare oraș de cîmpie, craiovenii au beneficiat cel mai mult de efectele legii agrare. La două zile după decretarea legii rurale (14/26 august 1864) , Mihail Kogălniceanu vizitează Craiova pentru a verifica aplicarea legii. Guvernul a alocat Craiovei o sumă mai mare decăt a oricărui alt oraș, inclusiv Bucureștiul, investindu-se în învățămînt, rețeaua stradală, încurajarea industriei, diverse proeicte edilitare, construcția liniilor telegrafice Craiova - București (1859) și Craiova - Drobeta Turnu-Severin (1860) și în proiectul căii ferate Craiova - București , terminata însă abia în 1875. Astfel, domnia lui Alexandru Ioan Cuza, care începuse atît de tragic la Craiova, a fost regretată de craioveni. Lovitura de stat de la 2 mai 1864 care instaura dictatura lui A.I. Cuza și deschidea drumul reformei agrare și electorale, a fost aprobată cu entuziasm de masele populare craiovene prin plebiscit. Îmediat după lovitura de palat de la 11 februarie 1866 cînd domnitorul a fost silit să abdice, craiovenii au manifestat în favoarea lui Cuza și împotriva "monstruoasei coaliții" , regele Carol I, va fi primit cu multă ostilitate de craioveni. La trecerea lui Carol I prin Craiova, venind de la Turnu Severin, pe unde intrase în țară, pentru a fi înscăunat la București, craiovenii au aruncat cu pietre și legume stricate, huiduind venirea noului domnitor. Aveau să regrete mai tîrziu, Carol I implicîndu-se personal în cîteva rînduri, ajutînd dezvoltarea orașului și comunitatea craiovenilor. Detronarea lui Cuza și venirea lui Carol avea însă și cîțiva partizani de marcă în Craiova: prințul Barbu Știrbei și Eugeniu Carada.

## 1877-1878 Armata I în războiul de independență, generalul Cerchez
Craiova, sediul Armatei I române, se afla în centrul unei zone direct afectate de războiul antiotoman, teatrul principal de desfășurare al ostilităților (Pleven, Grivina, Oreahovo, Vidin) era plasat în vecinătatea Olteniei, pe malul drept al Dunării.
Prefectul județului era Ion Titulescu, tatăl viitorului diplomat, iar comandantul corpului I armate era generalul George Lupu. Armata I avea un efectiv de 20 000 de oameni, fiind considerat cel mai puternic corp al armatei române. Purtase deja lupte cu turcii în duelurile de artilerie: Calafat-Vidin și Bechet-Rahova (Oreahovo) precum și în raidurile reciproce pe cele două maluri.
La Craiova au fost construite pontoanele pentru podurile de peste Dunăre de către elevii școlilor de meserii (prima școală de arte și meserii, înființată în 1870 sub oblăduirea lui Gheorghe Chițu avea să-l aibă printre elevi și pe sculptorul Constantin Brâncuși ).
Ca sediu al operațiunilor militare, din Craiova au plecat mii de convoaie de atelaje către Bechet, Calafat, Corabia și Turnu Severin.
Marele Stat Major și regele Carol I au decis ca trupele Armatei I să rămînă în rezervă, păzind frontiera de la Turnu Severin pînă la Turnu Măgurele (dacă otomanii ar fi învins trupele ruso-române, se risca un război în țară) precum și cartierul general al lui Carol I instalat la Poiana Mare, lângă Calafat. Doar câteva detașamente ale Armatei I, majoritatea de cavalerie, au trecut Dunărea la Corabia.
Trupele române vor reuși doar cucerirea temporară a redutei Grivița I, în rest, eșecuri însoțite de pierderi mari în fața Griviței I și II, a Rahovei și Opanezului unde lipsa colaborării între unități și erori de cartografiere (redute și văi necartografiate) au costat scump, în special regimentul 8 linie de Prahova și regimentul 13 dorobanți de Iași , care au suferit pierderi grele ce au ajuns și pînă la jumătate din efectiv, în cazul dorobanților moldoveni. Înfrîngerea românilor în fața Rahovei și cercetarile privind neparticiparea Armatei I la atac, au dus la descoperirea unor conflicte între generalii armatei române. Printre cei 4 generali destituiți s-a numărat și George Lupu, comanadantul Armatei I Romane, în locul său fiind numit colonelul Mihail Cristodulo Cerchez.
Armata I trece Dunărea. Atacul fiilor Olteniei a fost atît de violent încît s-a reușit ca în doar două zile (6-8 iulie) să fie cucerite Rahova și Grivița II, apoi va cădea și Opanezul bulversînd astfel, întregul sistem de apărare otoman. 
De remarcat că Armata I a folosit tactici mult mai potrivite țăranului român, atacurile se purtau "în iureș" și nu în "pas alergător în formație strînsă", soldații nu se opresc să tragă și nu luptă "la baionetă". Singura salvă era trasă, de foarte aproape, la intrarea în redută, apoi se folosește arma ca pe o bîtă, lovind cu patul puștii, iar baioneta e folosită ca jungher și nu montată la armă. Pierderile de efectiv au fost mult reduse, iar în lupta corp la corp, turcii vor avea pierderi atît de mari încît Osman Pașa nota resemnat: “romanii ne copleșesc”. Atacurile începeau seara iar coloanele de atac erau urmate de baterii mobile care erau instalate imediat în redute de unde se începea bombardarea redutei alăturate.
Tacticile de luptă folosite de Armata I vor fi preluate de întreaga armată română. 
Ultima redută din fața Plevnei pe care cei din Armata I au botezat-o, "reduta Craiova", va 
fi cucerită pe 28 iunie. Turcii vor încerca ieșirea din încercuire dar trupele generalului Cerchez le taie calea, reușind, din nou, să producă pierderi grele turcilor prin marea baterie Craiova, baterie alcătuită din mai multe baterii ce dispuneau de numeroși cai pentru deplasarea cît mai rapidă. Bateria rupe două poduri, armata otomană și civilii care o insoțiseră intră în panică. Osman Pașa capitulează, predindu-i sabia generalului Cerchez.
La 12 ianuarie 1878, o ultima bătălie importantă la care cea mai mare parte dintre detașamente au aparținut Armatei I a fost la Smîrdan, un sat din apropierea Vidinului. Luptele s-au dat pe ulițele satului și pentru fiecare casă, sub ochii calafetenilor care strigau de pe malul românesc privind lupta. Caporalul Ilie Preda din Ișalnița ajunge eroul zilei, capturînd trei ofițeri turci de rang înalt.
Tensiunile au rabufnit la semnarea armistițiului, ofițerii Armatei I considerînd că meritele Armatei I nu au fost explicit reflectate în presa română și la nivelul statului major al armatei sau la nivelul guvernului, arătînd că onorurile au fost acordate global, la nivelul întregii armate române, fără a se preciza meritele deosebite ale Armatei I.
În semn de protest, Armata I a refuzat să defileze pe sub Arcul de Triumf la București. Defilarea Armatei I a avut loc în Craiova într-o atmosferă lipsită de festivismul de la București, dar mult mai războinică, soldații băteau aerul cu pumnii strigînd: Grivița, Grivița , Plevna iar populația, înfierbîntată răspundea la fel. 
Tensiunile au continuat între conducerea Armatei I și comandamentul armatei, încetînd doar în urma vizitei regelui Carol I la Craiova unde a stat 3 săptămîni și a înaintat în grad marea majoritate a ofițerilor corpului I armate. În plus, au fost suplimentate loturile de pămînt acordate țăranilor care plecaseră la razboi și s-au înființat "slobozii" (sate de țărani liberi, care nu plăteau dări).

## 1880-1906 Craiova Felix

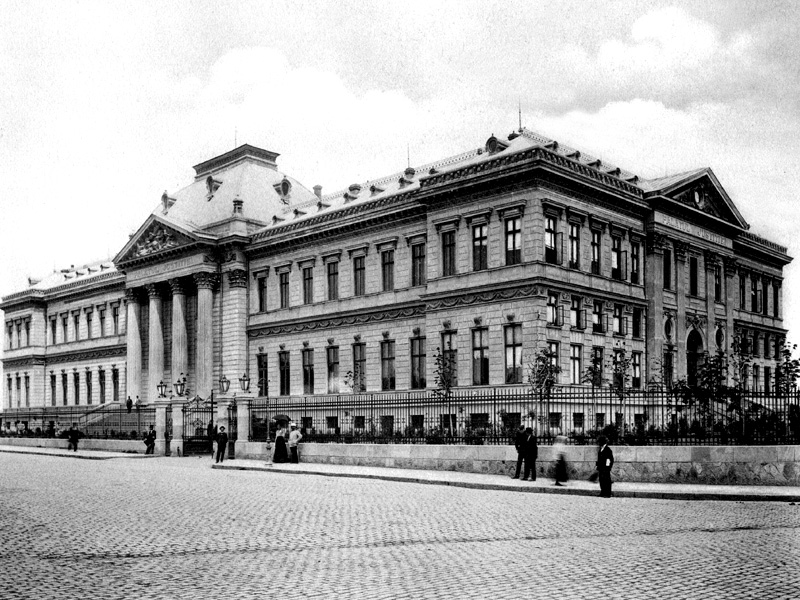
Palatul de justitie

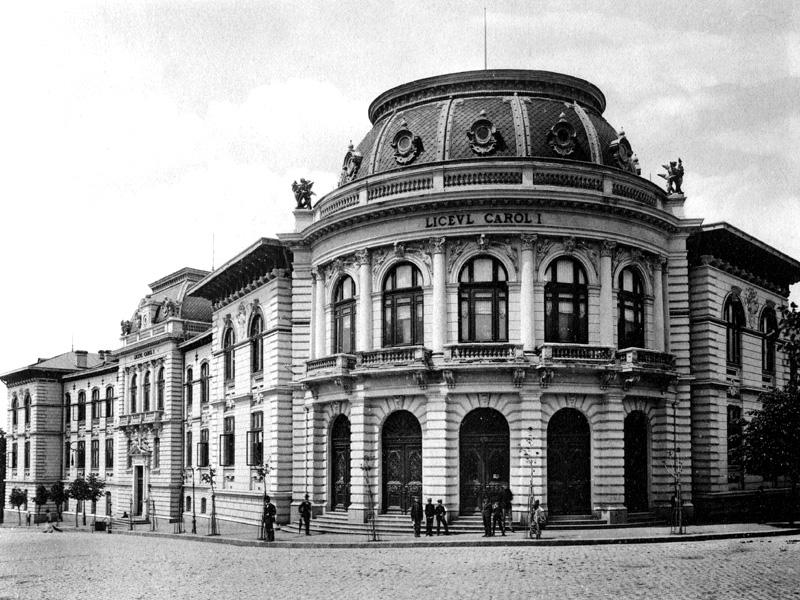
Colegiul Național Carol I

Această perioadă avea să fie perioada cea mai înfloritoare de pînă atunci, cucerirea independenței naționale, împroprietăririle cu pămînt, construcția căii ferate Craiova - București, dezvoltarea industriei și vieții cultural-artistice aveau să transforme orașul. 
Spre sfârșitul secolului al XIX-lea, Craiova - cu cei peste 40.000 de locuitori - era un oraș ce avea mici fabrici și ateliere de produse chimice, mașini agricole, arte grafice, tăbăcarii, textile, materiale de construcții, industria alimentară etc.
În anul 1900, Craiova deținea 924 de firme cu un caracter industrial (dintre care 20 aparțineau industriei mari). Se afirmă și comerțul bancar, la începutul secolului al XX-lea existând deja 6 banci și 2 case de schimb valutar.

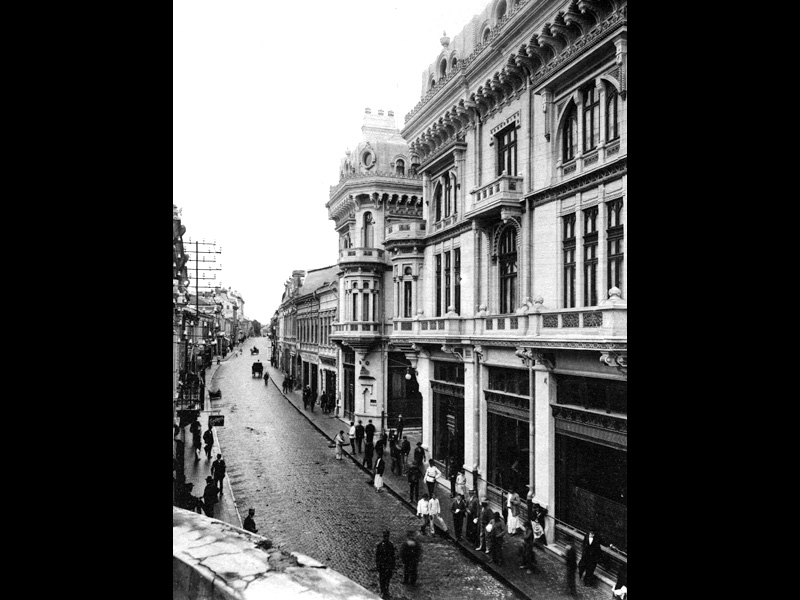
Hotelul Minerva

În 1887, la Teatrul Theodorini, se aprind primele becuri electrice. La 26 octombrie 1896 intră în funcțiune uzina electrică a Craiovei (cu echipamente AEG - Allgemeine Elekticitats-Gesellschaft), având o putere instalată de 310 cai-putere și care alimenta 365 de lămpi de pe 39 de străzi într-o rețea de 30 de kilometri. Craiova a fost primul oraș al României alimentat cu curent electric pe baza de motoare cu ardere internă.
În această perioadă aveau să fie construite Palatele Vorvorenilor și Jean Mihail. Tot în această perioadă ( 1890 ) este proiectat fostul Palat de Justiție (astăzi sediul central al Universității) de arhitectul Ion Socolescu. Edificiul este o ilustrare a neoclasicismului în arhitectură. Catedrala actuală Sfântul Dumitru a fost ridicată în 1889 pe locul fostei biserici distruse de cutremurul din 1840 în vatra veche a orașului. A fost inaugurat, după planurile arhitectului francez Lecomte de Nouy, parcul Romanescu (denumit inițial Parcul Bibescu) unul dintre cele mai mari parcuri urbane europene. Au fost înființate Grădina Botanică și parcul pădure Terasa Jiului. S-a reușit și refacerea parcului "Mihai Bravu" (lîngă actualul sediu al facultății de agronomie). Clădirea Colegiului National Carol I a fost construită între anii 1895-1896 dupa planurile arhitectului Toma Dobrescu. Complexul Minerva a fost construit între anii 1898-1903. Toate fac parte și azi din patrimoniul cultural al orașului.

## 1907 Revolta găzarilor și precupeților
Răscoala din 1907 avea să producă revolte și în Craiova. În seara zilei de 12 martie - relata ziarul Dimineața- la marginea Craiovei, numeroși găzari, precupeți și alți mahalagii au hotărît să pornească lupta împotriva bogaților din oraș. Revolta găzarilor și precupeților avea să fie reprimată brutal de jandarmi, înregistrîndu-se în acea seară, peste 200 de arestați la sediul jandarmeriei Craiova.

## 1908 Craiova modernă, Pacea de la Craiova și războiul balcanic
În martie 1908 s-a înființat Muzeul de Artă din Craiova iar pe 21 septembrie 1908 are loc inaugurarea celei mai mari biblioteci a orașului, "Biblioteca Alexandru și Aristița Aman".
Populația crește, astfel încât în 1910 s-au înregistrat 51.404 locuitori. Era al doilea oraș al României după București fiind considerat, în urma transformărilor radicale prin care trecuse în perioada 1880-1906, un oraș modern, european .
În 1913 în timpul guvernului Titu Maiorescu se semnează tratatul de pace prin care se încheie Războiul balcanic, tratat cunoscut în istorie sub numele de "Pacea de la Craiova". În urma tratatului, Cadrilaterul revenea României.
În 1912-1913 a fost realizat fostul Palat Administrativ, astăzi sediul Prefecturii și Consiliului Județean Dolj, operă a arhitectului Petre Antonescu.
Dezvoltarea accelerată a Craiovei părea de neoprit, în 1916 este terminată clădirea fostei Bănci a Comerțului, acum sediul Primăriei Craiovei, clădire patrimoniu, proiectată de arhitectul Ion Mincu.
Insă aripa războiului avea să se desfacă iar deasupra prosperului și modernului oraș.
În anii neutralității (1914-1916), Craiova a devenit un puternic centru militar, aici fiind cartierul general al "Armatei I". În august 1916, în momentul intrării în război, Armata I avea un efectiv de 134.400 de oameni.

## 1916 Sub ocupație germană
Craiova se găsea, în ajunul intrării în "Marele Război", în poziția unui oraș modern, cu peste 50 000 de locuitori, cu industrie în plină dezvoltare și o remarcabilă viață culturală.

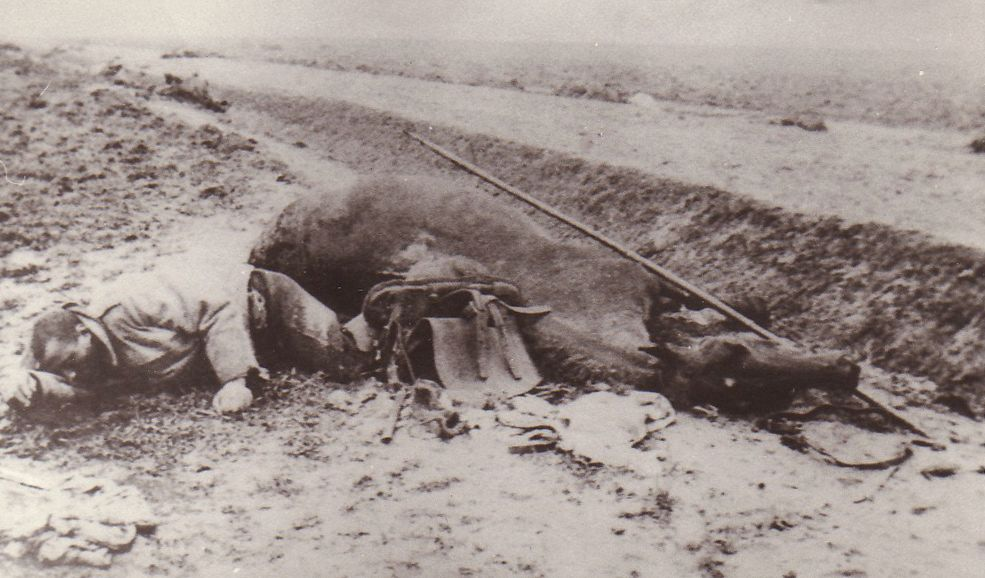
Roșior căzut în Șarja de la Robănești

Izbucnirea primului război mondial a fost receptată în mod diferit de populația Craiovei, care nu împărtășea elanul ce caracteriza, în acele zile, societatea românească. Marea majoritate a craiovenilor condamna deschis războiul, ca aducător de mizerie. După doi ani de neutralitate, România intră în război (1916) de partea Antantei în speranța împlinirii idealurilor de unitate națională. Vitejia armatelor române nu a fost suficientă pentru a stăvili ofensiva armatelor germane și austro-ungare - bine pregătite, dotate cu tehnică de luptă și având experiența a doi ani de război. După lupte crâncene, armata română a fost nevoită să se retragă.
Craiova este ocupată de trupele germane și austro-ungare la 21 noiembrie 1916. În periferia Craiovei are loc celebra "șarjă de la Robănești", acțiune eroica a cavaleriei romane, unde escadromul 3 se sacrifica pentru a neutraliza pozitia turnurilor germane care atacau divizia 1/17 infanterie, formată din resturile Diviziilor 1 și 17, care au avut pierderi grele în bătălia de la Jiu. Doar 18 soldați au mai fost recuperați atunci. Jertfa escadronului 3 din Regimentul 9 Rovine a făcut posibil ca Divizia 1/17 infanterie să-și continue marșul în acel întunecat noiembrie al lui 1916.
Timp de doi ani cât a durat administrația militară germană, întreaga viață economică a Craiovei a fost paralizată. Adminstrația germană a supus orașul unui jaf sistematic prin numeroase rechiziționări, ordine abuzive, amenințări și înscenări de procese. Cu toate acestea, cetățenii craioveni au ajutat peste o sută de deținuți să evadeze din arestul central, condamnați de tribunalul militar german.

## Craiova interbelică, 1940 Conferinta de pace, Cadrilaterul
La sfîrșitul anului 1927 lua ființă Muzeul Olteniei prin fuzionarea Muzeului de Științe naturale și Muzeului de istorie.
În perioada interbelică, orașul, situat într-o zonă eminamente agrară, înaintează cu pași prea mici pe calea industrializării, în raport cu alte zone urbane ale țării.
Marii moșieri din Oltenia, depozitării unor însemnate capitaluri provenite din despăgubirile de la împroprietărirea țăranilor, își vor investi fondurile în bănci și instituții comerciale, în acțiuni neproductive. Numărul celor ce s-au apropiat de industrie a fost extrem de mic. S-a dezvoltat, în epocă, printre reprezentanții marii moșierimi un curent de sinucidere economică. S-au cheltuit și pierdut averi imense în numele unui dicton "trăiește clipa" care însemna sfirșitul clasei marilor moșieri care vedeau în noile curente europene (nazismul și comunismul) sfîrșitul lumii lor, a privilegiilor lor ancestrale.
Populația orașului crește la 63 215 locuitori în 1930, foarte puțin față de creșterea populației altor orașe ale țării care s-au dezvoltat rapid în perioada interbelică, ajungîndu-se ca orașul să ocupe un neverosimil loc 12 în România, ca populație.
Nu întîmplător, guvernul a decis ca procesul comuniștilor din 4 iunie - 2 iulie 1934 să se desfășoare la Craiova, orașul cu cel mai redus număr de muncitori în industrie dintre toate orașele mari.
În Craiova acestei perioade se construiește complexul (hotel, restaurant) "Palace" precum și așa-numita "Casa Albă" (pe una din laturile grădinii centrale - English Park - realizată în stilul unui scuar londonez), după planurile arhitectului Constantin Iotzu.
În 1940 Craiova devine locul "conferinței romano-bulgare", în urma discuțiilor româno-bulgare de la Craiova, s-a semnat un tratat, în 7 septembrie 1940, prin care sudul Dobrogei (Cadrilaterul) revenea Bulgariei. Orașul se pregătea de război, Armata I anunța concentrările.

## Al doilea război mondial
Neavînd o industrie puternică sau vitală mașinii de război germane (cazurile Bucureștiului și Ploieștiului), Craiova nu a devenit ținta bombardamentelor americane sau germane. Orașul nu s-a aflat pe axul principal al ofensivei armatei roșii ca în cazul Moldovei și unei bune părți a Ardealului și nu a devenit teatrul confruntărilor între sovietici, germani și români, iar lipsa unor comunități importante maghiare sau evreiești a făcut ca orașul să nu cunoască ororile horthyste sau antievreieși. Nici mișcarea legionară nu a găsit un teren propice în Craiova. 
Se poate spune că, de această dată, orașul a reușit să scape de distrugerile războiului, populația așteptînd zilnic, cu înfrigurare, veștile despre război și de la cei plecați pe front.
Singurul moment în care orașul a fost pus în pericol a fost pe data de 26 august 1944 cînd soldați ai corpului I teritorial au reușit să oprească și să dezarmeze, fără luptă, infiltrarea spre oraș a unei coloane germane.
Astfel, unitățile Corpului I teritorial, cu largul sprijin al populației, au lichidat rapid rezistența trupelor germane din Oltenia și au împiedicat realizarea planului de concentrare a trupelor germane în zona Orșova - Turnu Severin. Întreaga Oltenie a fost curățată de trupele germane cu forțe proprii și cu pierderi minime.
Cele mai violente momente aveau să se petreacă în Craiova mai tîrziu, în perioada noiembrie 1944 - decembrie 1947 cînd orașul devine arena confruntărilor dure între forțele comuniste și cele ale partizanilor guvernelor Sănătescu și Rădescu, confruntări în care ambele tabere au apelat la asasinate politice, manisfestații și contramanifestații, grupuri de bătăuși, arestări abuzive, intimidări și tot aresenalul manifestărilor violente.

## Craiova, ultimul bastion al "reacțiunii burghezo-moșierești"
În vara lui 1944, Craiova era considerată de comunisti un oraș boieresc, ultrareacționar, majoritatea boierilor din Oltenia aveau case în Craiova, industria era, în general, reprezentată de mici ateliere și intreprinderi familiare, existînd doar 7 întreprinderi cu peste 100 de angajați: Fabrica de postav "Oltenia", Tipografia și editura "Scrisul Românesc", Fabrica de paste făinoase "Concordia", Fabrica de pâine și paste făinoase "Barbu Drugă", Fabrica de mașini agricole "Semănătoarea", Uzina Electrică și Fabrica de pâine "Traiul".
La acestea se mai adăugau atelierele CFR, tăbăcaria "Bucovăț" și Intreprinderea metalurgică "Brătășanu" ce aveau între 70 si 100 de angajați. Foarte cunoscută era și tipografia "Ramuri", dispunînd, la rîndul ei, de cîteva zeci de lucrători.
În schimb avea cel mai numeros aparat administrativ din țară, raportat la numărul de locuitori, cel mai numeros corp clerical ce depășea numeric pînă și Bucureștiul precum și foarte mulți mici comercianți. Mișcarea comunistă, în ciuda propagandei sovietice, nu avea mulți adepți în Craiova și în consecință, comuniștii și-au îndreptat atenția către țăranii din jurul Craiovei și din tot județul Dolj.
În Oltenia existau 753 de moșieri ce dețineau 400 000 ha teren, podiumul domeniilor cele mai întinse fiind: 1) Surorile Sanda și Adina Știrbei. 2)Magnatul Jean Mihail. 3) Dumitru Burileanu.
Sub aspect politic, prefecții Craiovei beneficiau de un sprijin puternic din partea primilor miniștri ai României care au urmat asasinării lui Armand Călinescu din 1939. În afara lui Ion Gigurtu, ceilalți prim-miniștri avînd legături cu orașul Craiova : Gheorghe Argeșanu (născut la Caracal, devenit craiovean), Constantin Argetoianu (născut în Craiova), Gheorghe Tătărăscu (născut în Craiova), Ion Antonescu (născut la Pitești, a absolvit școala militară din Craiova), Constantin Sănătescu (n. București, a locuit o perioadă în Craiova de unde proveneau părinții), Nicolae Rădescu (n. Călimănești, a locuit în Craiova). Relațiile strînse pe care aceștia le aveau cu protipendada craioveană au făcut ca orașul să fie acaparat de comuniști abia la mijlocul lunii februarie 1948, fiind ultimul mare oraș căzut în mîinile noii puteri care se instala.
Ciocnirile au început pe 15 octombrie 1944 cînd Gheorghe Gheorghiu Dej s-a deplasat la Craiova însoțit de o mulțime de membri ai partidului comunist, veniți de la București pentru a stimula gruparea comunistă din Craiova aflată încă în stare incipientă. Printre însoțitori se afla și Nicolae Ceaușescu care revenea în orașul în care fusese judecat. Gheorghiu Dej a ținut un discurs îndreptat împotriva guvernului și membrilor din P.N.Ț. și P.N.L. Discursul s-a terminat printr-o bătaie generală între susținătorii diferitelor partide, bătaie pornită în momentul cînd Dej a cerut înlăturarea prin orice mijloace a guvernului, catalogînd ca inutile, alegerile prin vot democratic.
Prefectul județului, colonelul Ilie Dimitriu, împreună cu profesorul Ilie Ion și latifundiarul Ionel Pleșa, reprezentanți ai P.N.Ț. și P.N.L. au încercat instaurarea ordinii în oraș.
Lunile ianuarie și februarie au constituit luni de intense confruntări de stradă, manifestațiile și contramanifestațiile deveniseră aproape cotidiene, confruntările ajungeau la violențe fizice. Cele două tabere s-au acuzat de atentate politice și crimă.
Pe 17 februarie 1945 comuniștii au organizat un mare miting aducînd în Craiova mulți țărani doljeni sfătuiți de comuniști să înceapă împărțirea pămînturilor boierilor. N-au amintit însă nimic despre colectivizare și colhozurile sovietice. Văzîndu-se superiori numeric, manifestanții comuniști au atacat prefectura încercînd cucerirea ei prin forța. Au căzut mai mulți morți și răniți, membrii prefecturii încercînd să apere, cu armele, sediul prefecturii dar au fost nevoiți să fugă. La conducerea județului se instalează, prin violentă, conducătorii comuniști locali: Gheorghe Jianu și Nicolae Celac.
Încercările unor grupuri înarmate de suporteri ai P.N.Ț. și P.N.L. din noaptea de 25/26 februarie 1945 de a recupera clădirea prefecturii au dus la instalarea haosului. 
Pentru cîteva săptămîni orașul se transformă în cîmp de luptă, au loc asasinate, diversiuni, demonstrații și lupte de stradă, cifra victimelor este imposibil de precizat, în viziunea ambelor tabere apărînd declarații și acuze contradictorii, de la o zi la alta. Cifra totală a morților variază între 122 și 30. Puterea revine, pentru scurt timp, în mîinile suporterilor P.N.Ț. și P.N.L.
Ciocnirile de mai mică anvergură din perioada următoare cunosc escaladări în iunie 1946, cînd vine la Craiova Petru Groza iar adunarea este întreruptă de contramanifestanți purtînd portretele regelul Mihai și steaguri bisericești.
În urma alegerilor, primarul Craiovei este ales liberalul Zene Vasilescu dar comuniștii sfideaza rezultatele votului și în ianuarie și februarie 1947 îl acuză pe primarul Zene Vasilescu de colaborare cu speculanții.
În august 1947, într-o cuvântare susținută la Craiova, Gheorghe Tătărăscu s-a ridicat vehement împotriva politicii externe a României și pierderea independenței țării.
Înlăturarea tătărășcienilor, la 6 noiembrie 1947 deschide iar calea luptelor de stradă în oraș. Aflarea veștii plecării regelui și a proclamarii republicii la 30 decembrie 1947 lasă taberele beligerante fără replică. Urmează o perioadă de acalmie pînă în februarie 1948 cînd are loc congresul de unificare a P.C.R. cu P.S.D. și instaurarea unui prefect și primar comunist. Se dă startul unei campanii de arestări fără precedent în istoria Craiovei.
Comuniștii erau hotărîți să schimbe radical structura populației Craiovei prin eliminarea unor întregi segmente de populație și înlocuirea lor cu țăranii din jurul Craiovei și din toată Oltenia.
Fenomenul se înscrie în tendința generală, la nivel național, dar proporțiile craiovene au fost cu totul deosebite. Astfel, Craiova boierească, comercială se va transforma într-o Craiovă a industriei ridicate de țărani.

## Craiova în perioada comunistă
În 1948 Craiova avea 84.574 de locuitori iar schimbările în viața orașului aveau să fie mari în perioada comunistă. Cîțiva lideri comuniști importanți au plecat din Craiova: Ion Gheorghe Maurer , Ștefan Voitec , Ștefan Andrei toți absolvenți ai colegiului Carol I redenumit în perioada comunistă, "Nicolae Bălcescu".
Comuniștii au investit mult în industrie, mai ales după venirea lui Nicolae Ceaușescu la conducerea statului. S-au inaugurat întreprinderi ca: Electroputere, Combinatul chimic, Fabrica de automobile Oltcit , Fabrica de avioane, Întreprinderea de Utilaj Greu, Întreprinderea de mașini agricole "7 Noiembrie" , I.M.M.R.(reparații material rulant),
Fabrica de materiale de construcții, Fabrica de bere, Fabrica de confecții, C.E.T. Craiova și altele.
Este înființat în anul 1948 Centrul Universitar Craiova, unul dintre cele mai puternice din țară, alături de cele din București, Iași, Cluj și Timișoara.
Populația a crescut de la 96.897 de locuitori în anul 1956, la 194.235 de locuitori în 1974 (ajungînd pe locul 7 în țară).
În plan edilitar, Craiova a scăpat, în mare măsura, furiei demolatoare din alte orașe, nu au fost demolate biserici, poate și pentru că orașul nu avea o sistematizare prea bună, iar edificile cu valoare istorică sînt destul de risipite. Clădirile de patrimoniu s-au păstrat în Craiova, devenind al doilea oraș, după București, după numarul de construcții vechi: biserici, case și palate boierești sau alte construcții laice.
Construcțiile de pe Calea Unirii, din perioada comunistă, au înlocuit clădiri comerciale fără o valoare istorică deosebită, ridicate la începutul secolului și care au căzut sau au fost serios avariate la cutremurul din 1977.
Dintre construcțiile din perioada comunistă, trebuie amintite noul edificiu al Teatrului Național, inaugurat în 1973, aflat printre primele trei teatre din România, Filarmonica de Stat Oltenia, înființată în 1947 (gazda unor festivaluri naționale și internaționale de renume) sau stadionul "Central" (azi "Ion Oblemenco").
Apar pe locul unor mahalale, cartiere muncitorești de blocuri din panouri prefabricate ca "Valea Roșie", "Craiovița" sau "Lăpușului" ș.a.
S-a dezvoltat rețeaua de transporturi, în 1948 s-a înființat Regia de transport Craiova care, în timp, a dezvoltat 3 rețele de transport: trasee de autobuze, trasee rapide și trasee de tramvaie. Tot în perioadă comunistă au fost inaugurate aeroporturile: militar și civil din Craiova.
În special, după 1980, în condițiile unei izolări tot mai accentuate, a regimului Ceaușescu, nivelul de trai scade drastic, în Craiova resimțindu-se, ca în toată țara, efectele nefaste ale raționalizărilor la alimente, energie electrică, combustibili, gaze etc. Situația politică internațională și nemuțumirea crescîndă a populației ducînd, inevitabil, la răsturnarea regimului Ceaușescu.
În preajma revoluției din decembrie 1989 Craiova avea 324 000 de locuitori (locul 6 în țară).

## Evenimentele din Decembrie 1989
În Craiova nu se putea vorbi de o opoziție organizată sau despre dizidenți cunoscuți iar structura populației și poziția orașului făceau extrem de dificile încercările de infiltrare ale agenților sovietici.
Noaptea de 19/20 decembrie 1989, muncitorii schimbului 3 din mai multe întreprinderi craiovene sînt obligați de către securiștii și milițienii întreprinderilor să urce într-un tren poreclit melcul datorită faptului că muncitorii au tras, în permanență, semnalul de alarmă. Muncitorii au fost echipați cu bîte și trimiși, la ordinul lui Ceaușescu, să-i bată pe revoluționarii timișoreni. Oamenilor li se spusese că Timișoara fusese atacată și devastată de derbedei unguri. Conducerea Frontului Democratic Român din Timișoara a fost înștiințată din vreme despre venirea oltenilor și va trimite manifestanți care să-i întîmpine la gară și să le explice adevărul: nu este vorba de o invazie maghiară, ci de o manifestație contra lui Ceaușescu. Muncitorii olteni fraternizează cu demonstranții timișoreni plecînd acasă (pe 21 decembrie) cu ochii înlăcrimați povestind în oraș despre atrocitățile văzute. Cel mai mult tulburase orașul, relatarea împușcării unui grup de copii chiar pe scările catedralei. În fapt, craiovenii avuseseră cîteva informații despre ce se întîmpla la Timișoara prin intermediul postului de radio "Europa Liberă" și datorită faptului că marea majoritate a craiovenilor prindeau cu antenele trei posturi tv iugoslave, (două naționale și unul din Belgrad) și două posturi naționale ale televiziunii bulgare.
La manifestațiile din 22 decembrie, tocmai informatorii și agitatorii din întreprinderi au fost folosiți pentru a spune muncitorilor să părăsească intreprinderile îndreptându-se către Piața Prefecturii. Semn că la București, șefii securități s-au folosit, în ziua de 22 decembrie, pentru îndepărtarea lui Ceaușescu de structurile lor teritoriale. Cel puțin la Craiova așa s-au desfășurat evenimentele și craiovenii pot depune mărturie. Au ieșit cei de la Fabrica de Avioane și de la Întreprinderea de Utilaj Greu (I.U.G.) mai întîi. Dar nu au ieșit să lupte contra comunismului ci pentru că "domnul director a zis să luăm niște steaguri și să mergem în centru că ne așteaptă tovarașul prim-secretar Ioan Traian Ștefănescu să stea de vorbă cu noi, e posibil să-l dea jos pe Nea Nicu". Apoi un camion a rupt poarta de la "Electroputere" (de pe Calea București) pentru că directorii întreprinderii deciseseră să facă altfel decît restul întreprinerilor și sudaseră ușile. Pe drumul spre centru, unii au început să strige: "Ceaușescu e tiran, a fugit la Teheran!". Mulți au părăsit coloanele și s-au așezat la cozi pentru că se bagase marfă la toate magazinele de pe "Calea București" și din centru. În Piața Prefecturii, peste 100 000 de oameni, care se călcau efectiv pe picioare, "inundaseră" străzile din centru, majoritatea nu auzeau nimic din ce se vorbea de la balcon, era un circ tipic balcano-oltenesc. Simulatoarele de zgomot au băgat spaima în populație. Unii au inceput să scandeze: "Radu! Radu!" ,adică numele faimosului prim-secretar care întorcea tirurile cu produse alimentare destinate exportului și ordona să fie aprovizionate magazinele, dar Ion Radu fusese destituit și s-a auzit în piață că, în acele zile, din noul său post, dăduse ordin să se tragă în brașoveni. Apoi poporul l-a vrut primar pe Tudor Gheorghe, s-a rostit și numele lui Ion Oblemenco ca primar. Dar circul abia incepea. La balcon a aparut colonelul Cioflină (ajuns mai tîrziu ministru al apărării) care a anunțat că Nicolae Ceaușescu va veni în piață într-o Dacie roșie. Piața s-a umplut de rîsete, glume și bancuri. La o oră, a apărut în balconul prefecturii, generalul Roșu cu uniforma făcută praf. Tocmai venise în piață într-o ... Dacie roșie. S-a vorbit despre faptul că armata e cu noi și Ceaușescu a fugit, nu mai e beleaua, ce a susținut, Dinamo și Steaua.
Seara, asupra unităților militare de pe strada Caracal, teroriștii deschid focul, militarii ripostează. Teroriștii lasă simulatoare și fug, mărind confuzia.
Despre implicarea serviciilor de informații sovietice, un eveniment petrecut la podul de la Brădești, la nord de Craiova, oferă o imagine destul de bună asupra faptelor. 
...În dimineața zilei de 24 decembrie 1989, la CPUN s-a primit un telefon anonim care semnala apropierea unei coloane de mașini de municipiul Craiova. Coloana venea probabil dinspre Timișoara spre Craiova. Factorii militari au interpretat că ar putea fi vorba de teroriști veniți cu misiunea de a ataca Combinatul Chimic Craiova, au trimis două TAB-uri, care au organizat o ambuscadă, au interceptat coloana și au deschis foc, rănind circa 20 de persoane (două decedind ulterior la spital) și avariind cinci autoturisme, dintre care unul a ars complet. Cadrele de la transportoare, care au controlat autoturismele avariate, fară prezența altor persoane, nu au incheiat proces-verbal care să poată restabili integral adevarul, dar, ulterior, organele de poliție au constatat existența mai multor truse medicale și cuțite lungi, al căror număr depășea necesarul normal. Majoritatea răniților fiind internați într-un spital din Turnu-Severin, nu în Craiova. S-a stabilit că in ziua de 25 decembrie o cețățeancă sovietică a informat telefonic Ambasada fostei URSS, după care atașatul militar sovietic a vizitat de două ori spitalul. În aprilie 1990, la organele de poliție din comuna Brădești s-au prezentat trei cetățeni sovietici, între care o femeie, care a afirmat că are gradul de maior și s-a aflat în una dintre mașinile respective, solicitînd restituirea celor patru autoturisme. La scurt timp după revoluție a fost "accidentată" mașina în care se afla "turistul" sovietic Lout Alexander și inca un barbat. Cu ocazia reparațiilor efectuate la "Service", în mașină s-au găsit 12 uniforme militare românești MApN de camuflaj și un veston sovietic cu insemnele gradului de maior. Cei doi au afirmat că sunt "ofițeri în rezervă și au luptat anterior în Afganistan".
Punct de vedere preliminar al Serviciului Român de Informații privind evenimentele din decembrie 1989.
În 25 decembrie 1989, craiovenii încercau să distingă la televizoarele lor care prindeau doar sîrbii și bulgarii imaginile oferite de televiziunea română în care se anunța prinderea, "judecarea" și executarea ceaușeștilor. Românii aveau să vadă mult mai tîrziu, prin intermediul televiziunilor din Franța, casetele integrale cu procesul și execuția soților Ceaușescu.

## Craiova în zona roșie
După decembrie 1989, s-a remarcat o scădere a producției în domeniul industrial, totuși industria continuă să reprezinte ramura de activitate cu mare pondere în economia orașului (70%).
Se înregistrează progrese reale în dezvoltarea serviciilor de telecomunicații, a serviciilor bancare și de asigurări, a serviciilor de consultanță în afaceri (CDIMM, Centrul Româno-American). La nivelul județului are loc o creștere spectaculoasă a numărului de firme mixte și a valorii capitalului investit.
Populația ocupată actual - de circa 110.000 persoane - se repartizează astfel: 38% în industrie, 15% în comerț și reparații, 10% în transporturi și depozitare, 8% în învățământ și 5,7% în domeniul medical.
O importantă scădere a numărului de locuitori s-a petrecut în ultimii 17 ani. De la 324 000 de locuitori ajungându-se la aproximativ 304 000 locuitori, Craiova ocupând locul 6 la nivel național ca număr de locuitori.
S-a construit relativ mult în această perioadă, orașul s-a extins prin construirea cartierelor rezidențiale la marginea orașului. S-au inaugurat obiective sportive: un stadion ("Parc") de 20 000 locuri, construit de frații Mihăilescu și un velodrom (Vasile Bulucea). Primarul Antonie Solomon a inaugurat  piata Mihai Viteazu, noua Sala Polivalenta, parcul din Fata Luncii , si a initiat constructia unui pasaj suprateran, in Valea Vlaicii, si unul subteran, la Universitate. S-au construit  hoteluri și moteluri și o puzderie de restaurante, baruri sau discoteci. Au fost construite încă 6 biserici (în Craiovița, în Rovine, pe Calea Severinului, în Lăpuș lângă Electroputere, pe Str. Nicolae Romanescu, vis-a-vis de Restaurantul ~Dunărea” și lângă Piața din "Valea Roșie"). În sfârșit, după 17 ani, s-a reușit construcția blocului turn de lângă McDonald's, poreclit de craioveni, turnul ruină.
Comerțul s-a dezvoltat simțitor, Târgul Craiovei s-a mărit, la fel Piața Centrală. În Craiova construindu-se, totodată, multe supermarketuri : Metro, Billa, Selgros, Pic, Real. Praktiker, Electroputere Mall.

## Spre Europa
În noaptea de revelion 2007, peste 10 000 de craioveni urmăreau costisitorul spectacol organizat de primarul Antonie Solomon cu prilejul intrării României în Uniunea Europeană.